# 1-я танковая дивизия СС «Лейбштандарт СС Адольф Гитлер»
1-я танковая дивизия СС «Лейбштанда́рт СС Адо́льф Ги́тлер» (сокращённо LSSAH, нем. 1. SS-Panzer-Division „Leibstandarte SS Adolf Hitler“) — элитное тактическое соединение войск СС нацистской Германии. Элитное формирование создано на базе личной охраны Адольфа Гитлера. Впоследствии было развёрнуто в 1-й танковый корпус СС. До начала боевых действий подчинялось лично А. Гитлеру. Наряду с некоторыми соединениями вермахта и войск СС, «Лейбштандарт СС» был одним из наиболее боеспособных воинских формирований нацистской Германии. Начиная с 1943 года формирование действовало на самых трудных участках и было семь раз переброшено между восточным и западным фронтами. По количеству кавалеров Рыцарского креста дивизия входила в число лидеров среди войсковых соединений нацистской Германии.
В ходе Второй мировой войны военнослужащими соединения были совершены массовые военные преступления и преступления против человечества. Ряд из них были осуждены трибуналами и судами по окончании боевых действий. На основании материалов Чрезвычайной государственной комиссии по установлению и расследованию злодеяний немецко-фашистских захватчиков дивизия включена в список соединений и частей вермахта и СС, совершивших военные преступления на территории СССР. На Нюрнбергском процессе вся организация войск СС, включая Лейбштандарт СС Адольф Гитлер, была признана преступной.

## Формирование

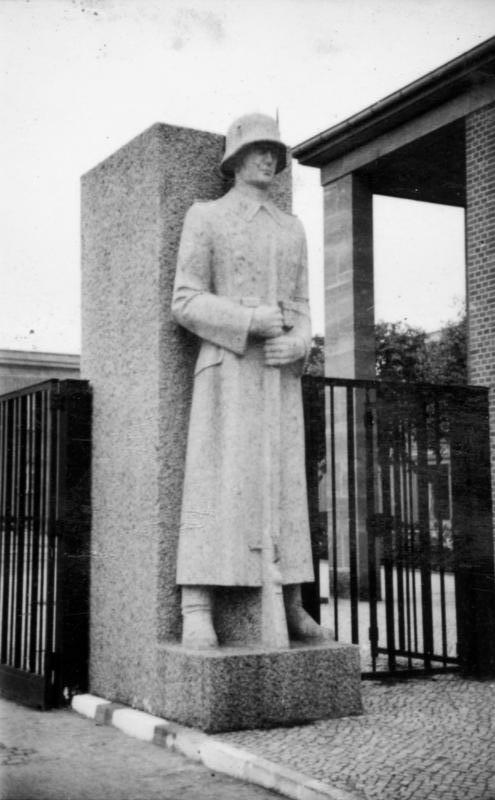
Казармы «Лейбштандарта». Берлин—Лихтерфельде, 1940 год

30 января 1933 года лидер НСДАП Адольф Гитлер был назначен рейхсканцлером Веймарской республики.
17 марта 1933 года было принято решение о создании отряда охраны рейхсканцелярии из числа членов СС. Группу из 117 человек возглавил личный телохранитель Гитлера Йозеф Дитрих. Часть получила наименование «Штабная стража СС „Берлин“» (нем. «SS-Stabswache Berlin») и была расквартирована неподалёку от здания рейхсканцелярии. Вскоре из состава формирования была выделена особая «Охранная команда фюрера» (нем. «Führerschutzkommando»), отвечающая за непосредственную охрану Гитлера.
В мае 1933 года подразделение, достигшее по численности 600 человек, было переименовано в «Специальную команду СС „Берлин“» (нем. «SS-Sonderkommando Berlin») и передислоцировано в перестроенные после Первой мировой войны казармы «Королевского прусского главного кадетского корпуса» в районе Берлина Западный Лихтерфельде. Учитывая, что большая часть личного состава не имела профессиональной военной подготовки, на базе армейских учебно-тренировочных центров в Цоссене и Йютербоге (Ютербог) были созданы одноимённые зондеркоманды СС. Обучение было поручено офицерам регулярной армии, и между частями происходил непрерывный обмен кадрами.
3 сентября 1933 года все три зондеркоманды СС были объединены в единую часть — «Адольф Гитлер штандарт» (нем. «Adolf-Hitler-Standarte»).
9 ноября 1933 года, в рамках торжеств, посвящённых десятилетней годовщине «пивного путча», формирование получило окончательное название — «Лейбштандарт СС Адольф Гитлер» (моторизованный) (нем. «Leibstandarte SS Adolf Hitler», LSSAH).
С ноября 1933 года члены «Лейбштандарта» стали приносить присягу на верность Гитлеру и не подлежали никакому партийному или конституционному надзору, являясь надзаконным вооружённым формированием.
Первое серьёзное применение части состоялось в конце июня — начале июля 1934 года, когда она во время так называемого путча Рёма, выполняя приказ фюрера, без суда и следствия уничтожила большую часть руководства СА. Йозеф Дитрих, бывший в то время командиром «Лейбштандарта», непосредственно руководил расстрелами части приговорённых. За эти преступления Дитрих был приговорён в 1957 году к тюремному заключению.
К началу 1935 года «Лейбштандарт СС» был развёрнут в качестве настоящей военной части, и его численность соответствовала штату армейского моторизованного полка. Кандидаты проходили суровый отбор, в часть зачислялись лишь военнослужащие, соответствовавшие следующим требованиям: возраст 23—30 лет, рост не менее 184 см, отличная физическая подготовка, германское гражданство, «арийское» происхождение, отсутствие приводов в полицию, кроме того, требовалось подтвердить верность национал-социалистическому государству и не являться членом какой-либо конфессии. Повышенное внимание уделялось идеологической обработке личного состава: не менее трёх раз в неделю проводились занятия, посвящённые национал-социалистической и расовой политике СС. Кроме этого, так как «Лейбштандарт СС» был парадно-церемониальной частью, муштре уделялось значительное время, что послужило основанием для прозвища «асфальтовые солдаты фюрера».
С момента создания часть выполняла церемониально-караульные функции: участвовала в парадах, несла почётный караул во внутренних помещениях правительственных и партийных зданий: рейхсканцелярии, казначейства, ряда министерств и штаб-квартиры СС. Помимо этого на ней лежало обеспечение безопасности трёх аэропортов Берлина и охрана резиденций Адольфа Гитлера, рейхсфюрера СС Генриха Гиммлера и шефа СД Рейнхарда Гейдриха. «Лейбштандарт» сначала входил в состав прусской полиции, затем наряду с политическими частями был специальным вооружённым формированием в СС. Однако данная принадлежность была формальной, и командир части подчинялся лично А. Гитлеру.
В период 1935—1939 годов «Лейбштандарт» принимал активное участие во всех так называемых «цветочных войнах» — довоенных территориальных аннексиях рейха. В 1935—1936 годах бойцы подразделения первыми вошли в Саар и Рейнскую демилитаризованную зону. В марте 1938 года личная гвардия фюрера была включена в состав моторизованного корпуса Гейнца Гудериана, осуществившего аншлюс Австрии. Им было поручено занять родной город Гитлера Линц. Затем в составе того же корпуса «Лейбштандарт СС» участвовал в аннексии Судетского региона и оккупации Чехословакии. Использованию «Лейбштандарта» в этих операциях Гитлер придавал большое пропагандистское значение, подчёркивая участие партии и СС в территориальных приобретениях.

## Вторая мировая война

### Блицкриг 1939—1941. Польша, Французская кампания, Балканы
1 сентября 1939 года вторжением Германии в Польшу началась Вторая мировая война. К её началу «Лейбштандарт СС Адольф Гитлер» входил в состав частей Резерва Главного Командования (РГК) и представлял собой усиленный моторизованный полк. На время боевых действий он был придан 13-му армейскому корпусу Максимилиана фон Вейхса, наступавшему на Лодзь. В Берлине остался караульный батальон, продолжавший выполнять «парадные» функции. Часть СС была единственной моторизованной частью корпуса, поэтому штаб возлагал на неё большие надежды, отводя роль ударной силы. Однако уже в первых боях «Лейбштандарт» не только не выполнил поставленную боевую задачу, но и оказался под угрозой окружения. Для ликвидации возникшей ситуации корпусному командованию пришлось привлекать значительные армейские силы. В результате «Лейбштандарт» был снят с направления главного удара, и ему была поручена зачистка захваченной территории. Такое решение не получило одобрение Гитлера, следившего за «боевым крещением» своей лейб-гвардии. По его личному указанию, «Лейбштандарт» был передан в состав 4-й танковой дивизии, наступающей на Варшаву. После неудачного штурма дивизия вместе с приданной частью СС участвовала в окружении польских войск в междуречье Вислы и Бзуры. В ходе этих операций подразделения ЛШССАГ в активных боях участия не принимали, понеся при этом значительные потери.

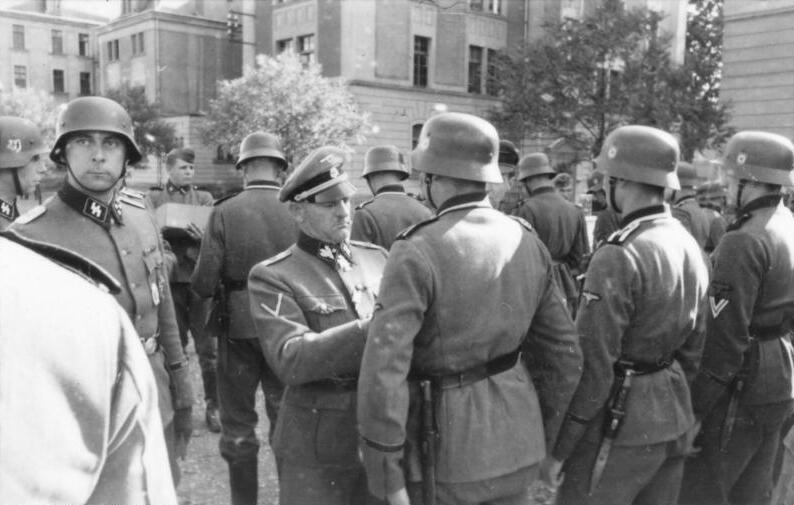
Командир «Лейбштандарта» Йозеф Дитрих награждает личный состав. Мец, июнь 1940 года.

По окончании польской кампании «Лейбштандарт» был переброшен в Прагу, где осуществлял оккупационные функции. В конце 1939 года гвардейская часть СС была передислоцирована на полигон в районе Кобленца, где проводила переформирование и учебно-тренировочную подготовку. С марта 1940 года «Лейбштандарт СС Адольф Гитлер» включён в состав 10-го армейского корпуса 18-й армии группы армий «B».
10 мая 1940 года германские войска согласно плану «Гельб» приступили к широкомасштабным наступательным действиям на Западном фронте. 10-му корпусу была поставлена задача стремительно осуществить захват Голландии, не допустив организованного сопротивления её вооружённых сил. Ключевая роль в операции отводилась воздушно-десантным войскам, однако моторизованным частям ставилась задача, захватив ключевые опорные пункты (мосты, шлюзы каналов), соединиться с десантными группами. Уже в первый день боёв «Лейбштандарт» продвинулся вглубь голландской территории на 80 километров и отрезал северные провинции от остальной части королевства. Затем формирование перебросили на юг, придав его 9-й танковой дивизии, наступающей на Роттердам. Эсэсовцы ворвались в город, когда командующий германскими воздушно-десантными войсками Курт Штудент принимал капитуляцию гарнизона. Не разобравшись в ситуации, солдаты «Лейбштандарта» обстреляли группу сдающихся голландских солдат, причём тяжёлое ранение получил и генерал Штудент. На следующий день ЛШССАГ захватил Гаагу, где узнал о выходе Голландии из войны. По приказу Гитлера подразделения его «именного штандарта» прошли парадным маршем по улицам нескольких крупных голландских городов.
24 мая 1940 года «Лейбштандарт» был переброшен в район «дюнкеркского котла», где был придан дивизии особого назначения СС группенфюрера СС Пауля Хауссера. К этому времени в войска поступил «стоп-приказ» фюрера, запрещающий дальнейшее наступление к Ла-Маншу. Однако подразделения штандарта, проигнорировав его, прорвали оборону британских войск и захватили господствующие высоты. Затем, в течение нескольких дней, действуя совместно с полком «Великая Германия», вели ожесточённые бои, пытаясь помешать эвакуации войск союзников. В одном из них чуть не погиб командир «Лейбштандарта» обергруппенфюрер Й. Дитрих, заехавший на штабном автомобиле в расположение противника. В результате поражения в Бельгии французская армия потеряла бо́льшую часть своих бронетанковых и моторизованных соединений, и у неё осталось только около 60 дивизий резервистов, которым предстояло сформировать новую линию фронта от швейцарской границы до Ла-Манша. Британские войска потеряли всю артиллерию, танки и транспортные средства, но сумели эвакуироваться в Англию.
В ходе последующей перегруппировки германских войск бригада была переведена в состав танковой группы Клейста. 6 июня 1940 года начался второй этап наступления германских войск. Фронт противника был прорван, 14 июня 1940 года пал Париж, вся оборона французов рухнула, и темп наступления германских войск сдерживало лишь расстояние, которое могли покрыть моторизованные части за день. 24 июня 1940 года «Лейбштандарт» захватил Сент-Этьен, ставший южной точкой германского вторжения во Францию. К тому времени уже было подписано франко-германское перемирие. В ходе войны во Франции личная гвардия Гитлера продемонстрировала возросшую боевую выучку и стала полноценной боевой частью.

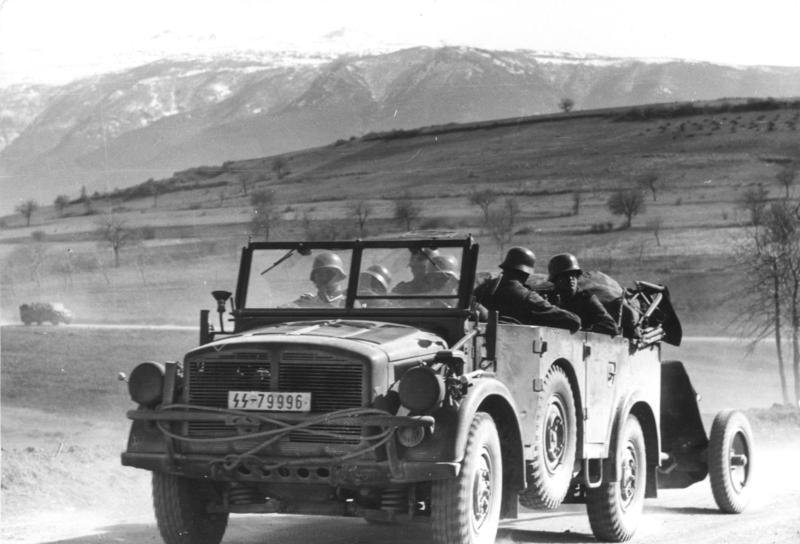
Подразделения «Лейбштандарта СС» на марше. Греция, апрель 1941 года.

По завершении кампании «Лейбштандарт» был переведён в Париж, где готовился очередной парад. Однако после его отмены часть была передислоцирована в Мец для подготовки к операции «Морской лев». К концу 1940 года «Лейбштандарт» был доукомплектован до штата моторизованной бригады и состоял из восьми батальонов и артиллерийского полка. В начале февраля 1941 года, в рамках подготовки к операции «Барбаросса», часть была переброшена в Румынию. 27 марта 1941 года, сразу же после совершившегося государственного переворота в Югославии, Верховное командование вермахта приняло решение о проведении операции против Греции и Югославии. «Лейбштандарт Адольф Гитлер» был включён в состав 40-го моторизованного корпуса 12-й армии генерал-фельдмаршала Вильгельма Листа, наступавшего на Грецию.
6 апреля 1941 года германские войска вторглись на территорию Греции и Югославии. В тесном взаимодействии с 9-й танковой дивизией подразделения «Лейбштандарта» нанесли удар через Скопье на Козани, наголову разгромив бронебригаду 1-го австралийского корпуса, и захватили ключевые перевалы гор Пинд, открывшие дорогу в Центральную Грецию. 20 апреля 1941 года, в ходе преследования греческих войск, частям СС удалось захватить Метсовонский перевал и отрезать путь к отступлению шестнадцати дивизиям армии «Эпир». Командующий армией генерал Георгиос Цолакоглу принял решение капитулировать и подписал с командиром «Лейбштандарта» Дитрихом соглашение о прекращении боевых действий между Грецией и Германией. Данное решение не было одобрено греческим королём Георгом II, но привело к повсеместной капитуляции греческих войск и выходу Греции из войны. Английским войскам удалось эвакуироваться на о. Крит. В начале мая «Лейбштандарт» принял участие в параде в Афинах, а его роль в успешном завершении кампании отмечена командующим германскими войсками в Греции В. Листом.

### 1941 год. Вторжение в СССР
Приграничные сражения
В середине мая 1941 года «Лейбштандарт» был переброшен в Польшу, в район Люблина и включён в резерв группы армий «Юг» генерал-фельдмаршала Герда фон Рундштедта. Советскую границу его подразделения перешли 30 июня 1941 года, наступая во втором эшелоне 1-й танковой группы. Бригада СС участвовала в заключительной фазе танкового сражения Дубно — Луцк — Броды, прикрывая фланги танковым дивизиям 3-го моторизованного корпуса. Соединения Юго-Западного фронта, не сумев остановить германские войска, организованно отошли к линии укреплений вдоль старой советской границы. 5 июля 1941 года германские моторизованные части, прорвав позиции советских войск, вышли на оперативный простор. «Лейбштандарт» был придан 13-й танковой дивизии, наступающей на Житомир. В конце июля бригада была переброшена в район Умани и включена в состав 48-го моторизованного корпуса для участия в операции по окружению соединений Южного фронта. 1 августа 1941 года две советские армии (6-я и 12-я армии) оказались отрезаны от основных сил. Командующий фронтом генерал И. В. Тюленев дал указание окружённой группировке пробиваться на восток через Новоархангельск, удерживаемый подразделениями «Лейбштандарта». Советские войска, испытывавшие острый недостаток в боеприпасах и горючем, в течение пяти дней штурмовали эсэсовские позиции, но так и не смогли прорвать оборону. В плен попало около 100 тысяч человек, в том числе и командующие обеими армиями. После ликвидации уманского котла «Лейбштандарт» принимал участие в наступлении на Херсон, который был им захвачен 19 августа 1941 года в результате трёхдневных уличных боёв. В конце августа соединение было выведено с линии фронта, получив короткую передышку для отдыха и пополнения. За полтора месяца боевых действий в составе группы армий «Юг» лейб-бригада СС потеряла более половины своей техники, а потери личного состава значительно превысили общие потери во всех «европейских кампаниях».
В составе группы армий «Юг»
В сентябре 1941 года «Лейбштандарт СС» вошёл в состав 11-й армии, нацеленной на захват Крыма, и был её единственным моторизованным соединением. Командующий армией генерал-полковник Эрих фон Манштейн планировал использовать штандарт для рывка на Севастополь после захвата укреплённых позиций советских войск на Перекопском перешейке. Однако вследствие удара, нанесённого соединениями Южного фронта (9-я армия и 18-я армия) во фланг германской армии, 29 сентября пришлось перебросить бригаду СС в Запорожскую область для ликвидации прорыва у с. Балки.
Отразив контрнаступление, командование группы армий «Юг» провело операцию по окружению 18-й армии Южного фронта силами 1-й танковой группы и частями 11-й армии. 7 октября части дивизии, наступая вдоль побережья Азовского моря, у села Осипенко соединились с частями 1-й ТА Клейста, наступавшей с севера по тылам 18-й армии. Окружённые 18-я и 9-я армии РККА оказались прижаты к морю и понесли большие потери. Остатки советских армий, бросив тяжёлое вооружение отступили на восток: 18-я армия — на Сталино, 9-я — на Таганрог. В плен попало около 100 тыс. красноармейцев.
Затем бригада ЛШССАГ была включена в состав 3-го моторизованного корпуса 1-й танковой армии, предназначенной для наступления на Ростов. Бригада СС действовала на острие главного удара: 17 октября 1941 года её подразделения ворвались в Таганрог, а спустя месяц, при поддержке танкового батальона 13-й танковой дивизии, в Ростов-на-Дону.
Дальнейшее продвижение германских войск было остановлено контрударом советских войск во фланг и тыл ударной группировки противника. Германская 1-я танковая армия заняла оборону фронтом на север, восток и юг. Ростов являлся ключевым узлом железных и автомобильных дорог, связывавшим центральные районы СССР с Кавказом и Украиной. Этот город рассматривался Гитлером как трамплин для будущих операций вермахта на Кавказе. В свою очередь, Ставка ВГК, прекрасно осознавая значимость Ростова, требовала приложить максимальные усилия для его скорейшего возвращения. 22—23 ноября 1941 года ударная группировка Южного фронта создала угрозу окружения частей 3-го моторизованного корпуса. Немецкое командование было вынуждено начинать переброску своих сил из Ростова на кризисный участок с целью ликвидации прорыва. 27 ноября 1941 года началось фронтальное наступление 56-й армии непосредственно на город, обороняемый частями «Лейбштандарта». Германские войска начали отход на рубеж реки Миус, где им удалось закрепиться и создать оборонительный рубеж (Миус-фронт)
. Оставление Ростова стало первым крупным поражением вермахта в начальный период войны на Восточном фронте.

### 1942 год. Реорганизация на Восточном и Западном фронтах

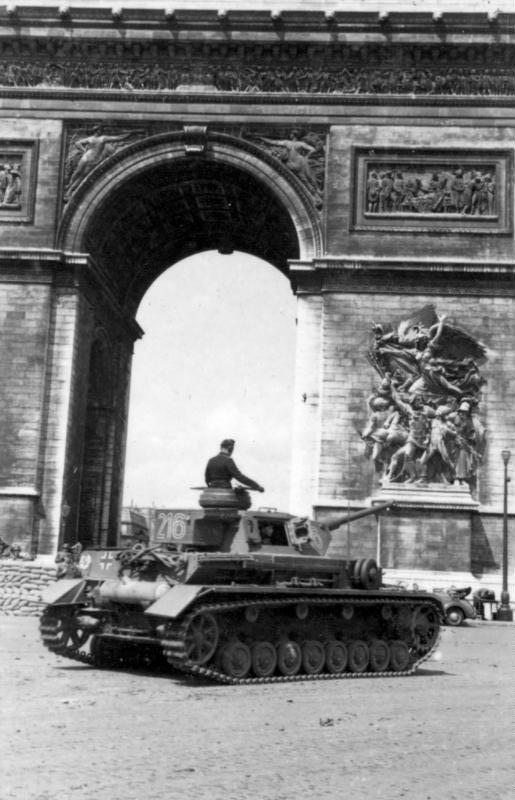
Подразделения «Лейбштандарта» на параде в Париже, июль 1942 года

За первый год кампании на Восточном фронте «Лейбштандарт» оказался фактически разбит: была потеряна вся техника, к концу 1941 года произошло практически стопроцентное обновление личного состава. Лишённая необходимого оснащения для ведения боевых действий в условиях суровой зимы бригада СС несла значительные потери в результате массовых случаев замерзаний насмерть и обморожений конечностей. Несмотря на постоянные пополнения, к началу 1942 года численность составляла менее 50 % от штатного состава.
В январе 1942 года было принято решение развернуть на базе «Лейбштандарта СС Адольф Гитлер» одноимённую моторизованную дивизию. В это время бригада, находясь в прифронтовом районе близ Таганрога, восстанавливала свою боеспособность, пополняясь личным составом и вооружением. Одновременно в Германии оснащались подразделения, которые предполагалось включить в состав дивизии. В конце февраля один из батальонов на несколько месяцев был переброшен под Ленинград и включён в состав группы армий «Север» Георга фон Кюхлера.
В мае 1942 года «Лейбштандарт» был выведен в резерв и размещён в Мариуполе, где соединился с частями усиления, прибывшими из Германии. Мероприятия по реорганизации дивизии проводились в рамках подготовки вермахта к летнему наступлению 1942 года на южном участке Восточного фронта.
В мае — июне высшее политическое и военное руководство союзников активно разрабатывало план открытия «второго фронта» в Северной Франции летом — осенью 1942 года (позднее было принято решение отказаться от него в пользу операции «Факел» в Северной Африке). Германская разведка сообщила Гитлеру о военных приготовлениях союзников, и им было принято решение усилить группу армий «D», осуществляющую оккупационные функции во Франции, Бельгии, Голландии.
11 июля 1942 года Гитлер отдал приказ о переброске «Лейбштандарта СС Адольф Гитлер» во Францию.
К 15 июля в составе «Лейбштандарта СС» наконец были сформированы полки (до этого были только батальоны). В 1-й пехотный полк «Лейбштандарта Адольф Гитлер» оберштурмбаннфюрера Фрица де Витта вошли 1-й и 3-й батальоны, а в состав 2-го полка оберштурмбаннфюрера СС Теодора Виша — 2-й и 5-й батальоны, части 4-го батальона были распределены между обоими полками. Танковый батальон был развёрнут в танковый полк под командованием штурмбаннфюрера СС Георга Шёнбергера.
На западе организовывался штаб танкового корпуса СС Пауля Хауссера, и туда перебрасывались с Восточного фронта три моторизованные дивизии СС: «Лейбштандарт СС Адольф Гитлер», «Рейх» и «Мёртвая голова».
К концу июля 1942 года подразделения «Лейбштандарта» были передислоцированы во Францию и размещены неподалёку от Парижа, в Фонтенбло.
Командующий германскими войсками на Западе генерал-фельдмаршал Герд фон Рундштедт планировал использовать моторизованные соединения СС в качестве мобильного резерва в случае вторжения союзников. В августе дивизия была приведена в боевую готовность и получила приказ о выдвижении к побережью в связи с высадкой во французском Дьепе. После провала операции англо-канадских сил приказ был отменён, и подразделения «Лейбштандарта СС» остались в Фонтенбло.
В середине октября 1942 года соединение перевели в Нормандию, а в конце декабря был получен приказ о срочной переброске всего корпуса СС на южный участок советско-германского фронта.

### 1943 год. Боевые действия на Восточном фронте, дислокация в Италии

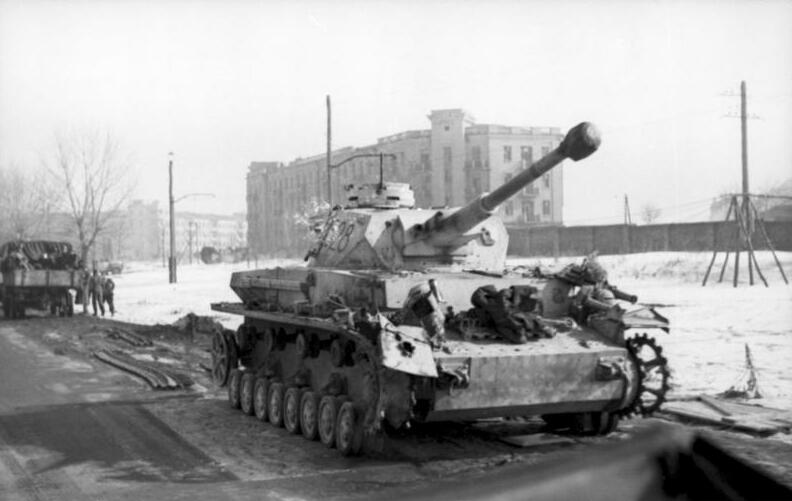
Повреждённый танк «Лейбштандарта». Харьков, зима 1943 года

По первоначальному замыслу Адольфа Гитлера танковый корпус СС должен был войти в состав группы армий «Дон» и принять участие в прорыве блокады 6-й армии Фридриха Паулюса, окружённой под Сталинградом. В начале февраля 1943 года, когда моторизованная дивизия СС «Лейбштандарт Адольф Гитлер» (новое наименование соединение получило в конце декабря 1942 года) вместе с другими дивизиями корпуса прибыла на Украину, 6-я германская армия уже капитулировала. Корпус был подчинён армейской группе Губерта Ланца (нем. Armeegruppe Lanz), которому была поставлена задача «удерживать Харьков до последнего человека». Город был целью трёх советских армий Воронежского фронта — 69-й, 40-й и 3-й танковой. Одновременно с Воронежским в наступление перешёл и Юго-Западный фронт, получивший задачу овладеть районом Днепропетровска и Запорожьем, окружив тем самым донбасскую группировку противника. Подразделения «Лейбштандарта», заняв оборону на рубеже реки Северский Донец, пытались остановить наступление основных сил 3-й танковой армии генерал-лейтенанта П. С. Рыбалко, наносящей удар с юго-восточного направления. После нескольких дней боёв сопротивление частей СС было сломлено, водный рубеж форсирован советскими войсками. Отступающие немецкие войска, сосредоточившись в районе Харькова, организовали прочную оборону и начали наносить частные контрудары. Основные силы «Лейбштандарта СС» стали ядром подвижной группы, остановившей прорыв 6-го гвардейского кавалерийского корпуса. Одновременно созданной на основе одного из батальонов дивизии боевой группе Пайпера удалось в ходе рейда по советским тылам деблокировать и вывести из окружения остатки 320-й пехотной дивизии вермахта. 15 февраля 1943 года, под угрозой окружения, танковый корпус СС отступил из Харькова в район Краснограда, где начал сосредоточение для планируемого германским командованием контрнаступления.
Планом, разработанным командованием группы армий «Юг» во главе с генерал-фельдмаршалом Э. фон Манштейном, предусматривалось проведение последовательных манёвренных контрударов против основных сил Юго-Западного и Воронежского фронтов. Основная роль в нём отводилась танковому корпусу СС. В операции по разгрому ударной группировки Юго-Западного фронта в составе 6-й, части 1-й гвардейской армий и «подвижной группы Попова» (в составе трёх танковых корпусов и частей усиления) «Лейбштандарт» активного участия не принимал, ограничившись прикрытием харьковского направления. 1 марта 1943 года после перегруппировки немецкие войска приступили к реализации второго этапа «плана Манштейна»: операции по окружению войск Воронежского фронта в районе Харькова. К 5 марта три дивизии танкового корпуса СС (более 200 танков и САУ) в районе Кегичёвки окружили и разгромили основные силы 3-й танковой армии (остатки двух танковых корпусов, три стрелковые дивизии неполного состава, до 100 танков). 7 марта 1943 года германская 4-я танковая армия атаковала Харьков с трёх направлений. Непосредственно на город наступали дивизии СС, а 48-й и 47-й танковые корпуса охватывали Харьков с флангов. «Лейбштандарт», являясь на тот момент самым мощным соединением танкового корпуса СС, находился на острие удара. На следующий день части дивизии захватили ключевой пункт обороны Люботин, а передовые дозоры достигли пригородов Харькова. На ЛШССАГ, проводившую фронтальное наступление с западного направления тремя боевыми группами, легла вся тяжесть уличных боёв, в то время как остальные дивизии корпуса обходили город, пытаясь окружить оборонявшие его советские войска. К 15 марта после пятидневных кровопролитных боёв Харьков был захвачен, однако остаткам 3-й танковой армии удалось прорваться из окружения.
Сразу после захвата Харькова боевая группа Пайпера, созданная на базе моторизованного полка «Лейбштандарта», усиленного остатками роты тяжёлых танков «Тигр», совершила бросок по шоссе Харьков — Курск и 17 марта захватила Белгород. На следующий день немецкие войска перешли к обороне. В течение последующих нескольких дней подразделения дивизии занимались зачисткой западного берега Северского Донца, ликвидируя отдельные очаги сопротивления советских войск. В боях за Харьков «Лейбштандарт» понёс большие безвозвратные потери в живой силе и технике: свыше 45 % личного состава и около 60 % танков. Участие «именной дивизии фюрера» в битве за Харьков было отмечено: Гитлер передал чек на два миллиона рейхсмарок для всего личного состава, а центральная площадь Харькова была переименована в «Площадь Лейбштандарта СС». В конце марта подразделения дивизии были выведены из фронтовой зоны и отправлены на отдых в Харьков, где восстанавливали свою боеспособность.
На протяжении апреля — июня 1943 года на Восточном фронте наступила оперативная пауза, в ходе которой стороны готовились к летней кампании. Летом Верховное германское командование приняло решение провести крупную стратегическую наступательную операцию на Восточном фронте: путём нанесения мощных сходящихся ударов из районов Орла и Белгорода окружить и уничтожить советскую группировку в «курском выступе». Сроки операции, получившей кодовое название «Цитадель», неоднократно переносили по приказу А. Гитлера, требовавшего обеспечить максимально массированное применение новых тяжёлых танков PzKpfw V «Пантера», выпуск которых постоянно затягивался. Так, личный состав 1-го танкового батальона дивизии полностью убыл в Германию для получения «пантер» и в Курской битве участия не принимал. 2-му танковому корпусу СС отводилась решающая роль в планах командования группы армий «Юг», и его соединения массово получали новую военную технику и представляли мощную силу. К 4 июля 1943 года в составе моторизованной дивизии «Лейбштандарт СС Адольф Гитлер» насчитывалось 190 танков и САУ, больше, чем в любой танковой дивизии вермахта (за исключением дивизии «Великая Германия», являвшимся на тот момент самым мощным танковым соединением вермахта). Накануне наступления в часть поступил приказ о формировании 1-го танкового корпуса СС «Лейбштандарт Адольф Гитлер», поэтому командир дивизии Й. Дитрих и 35 старших офицеров получили новые назначения и отбыли к новому месту службы. Для организации корпусных подразделений из состава «Лейбштандарта» были изъяты рота из разведбатальона, один танковый и один артиллерийский батальоны.

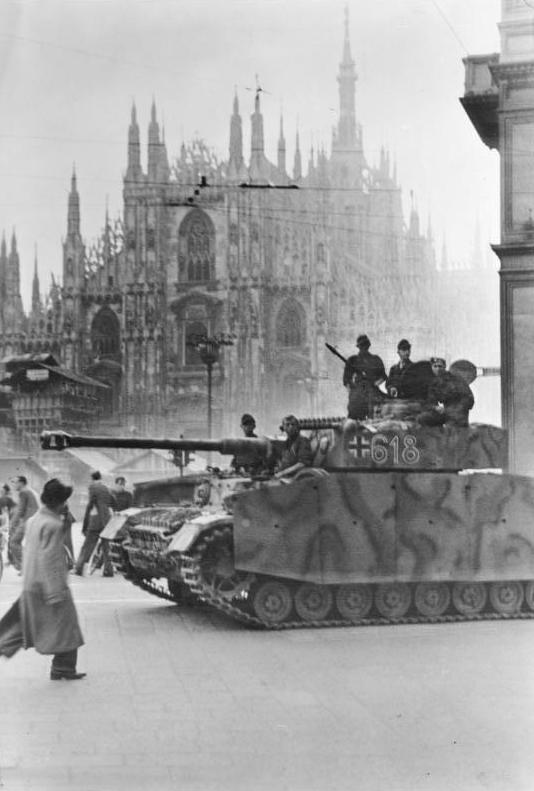
Подразделения «Лейбштандарта СС» на улицах Милана. Италия, сентябрь 1943 года.

5 июля 1943 года вермахт перешёл в наступление в районе «курского выступа». Основной удар с южного направления наносился силами 4-й танковой армии в направлении Корочи и Обояни. Танковый корпус СС атаковал в полосе обороны 23-го гвардейского стрелкового корпуса 6-й гвардейской армии Воронежского фронта. «Лейбштандарт», действуя совместно с дивизией СС «Рейх», в первые дни преодолел наиболее укреплённые позиции первой и второй армейских линий в районе дороги Белгород — Обоянь — Курск и вышел на прохоровское направление к тыловому оборонительному рубежу советских войск. Командование фронта, стремясь не допустить развитие прорыва противником, дало указание соединениям 1-й танковой армии М. Е. Катукова провести серию контрударов. На участке «Лейбштандарта» действовали 3-й механизированный корпус, 31-й и 2-й танковые корпуса. Ведя активные наступательные действия, советские войска на протяжении нескольких дней не допускали выхода подразделений дивизии из системы второго оборонительного рубежа. Благодаря вводу в бой танковых резервов советское командование создало такие условия, при которых, прорвав вторую полосу обороны, 2-й танковый корпус СС был полностью скован боями по всем участкам. К исходу 10 июля 1943 года, после пятидневных кровопролитных боёв, 2-й танковый корпус СС сумел сосредоточиться в районе Прохоровки и был готов к прорыву третьей (тыловой) полосы обороны. Его действия поддерживались 3-м танковым корпусом вермахта. К этому времени на данное направление из состава Степного фронта были переброшены советские 5-я гвардейская общевойсковая и 5-й гвардейская танковая армии. Этим воинским объединениям предстояло столкнуться во встречном танковом сражении.
Дивизия СС «ЛШССАГ», наступающая в центре боевого построения немецких войск, к тому времени насчитывала 77 боеспособных танков. В течение двух суток боевые группы «Лейбштандарта» прорывали оборону 183-й стрелковой дивизии и частей 33-го гвардейского стрелкового корпуса. К исходу 11 июля немецкие войска, вклинившись в глубину оборонительных позиций советских войск, так и не смогли решить главную задачу — завершить прорыв обороны Воронежского фронта на прохоровском направлении. Командующий Воронежским фронтом Н. Ф. Ватутин принял решение о переходе частью сил фронта в контрнаступление, чтобы окружить и разгромить группировку, рвущуюся к Прохоровке. 12 июля 1943 года в полосе действия 1-й дивизии СС «ЛШССАГ» наносили удар советские 18-й и 29-й танковые корпуса, имевшие в своём составе около 450 танков и САУ> (из которых в бою участвовали около 350). Противникам пришлось действовать на узком участке шириной до десяти километров, ограниченном рекой Псёл и железнодорожной насыпью. Советские танки, поддерживаемые пехотой и артиллерией, вели «лобовую атаку» по частям — волнами, со значительными интервалами между ними, на инженерно подготовленные позиции «Лейбштандарта», усиленные артиллерией и закопанной бронетехникой. Несмотря на значительное численное превосходство советской стороны, 1-я дивизия СС «ЛШССАГ» не только отбила все атаки, но и почти полностью удержала свою основную оборонительную полосу. Кроме того, советским танковым соединениям был нанесён ощутимый урон: оба корпуса потеряли свыше 250 танков и САУ (из которых в бою участвовали около 350). Уже на следующий день основная тяжесть боёв была перенесена в полосу дивизии СС «Мёртвая голова», а на участке «Лейбштандарта» продолжались бои местного значения. 16 июля 1943 года немецкие войска перешли к обороне, более того, командование группы армий «Юг» приняло решение немедленно вывести главные силы из боя и отвести их на рубеж, который они занимали до начала наступления. По данным штаба дивизии, за девять дней операции «Цитадель» потери составили свыше 10 % личного состава и 30 % танков.
В конце июля 1943 года, ввиду успешных операций союзников Сицилии и последующего падения режима Муссолини, фюрер дал указание о переброске танкового корпуса СС в Северную Италию. Однако ввиду обострения обстановки на южном участке Восточного фронта была отправлена только дивизия СС «ЛШССАГ». Причём с фронта был отведён лишь личный состав дивизии, так как вся техника — танки, артиллерия, транспорт — были переданы дивизии «Рейх». Прибыв к месту дислокации, «Лейбштандарт» поступил в распоряжение группы армий «B» генерал-фельдмаршала Эрвина Роммеля. Основными задачами соединения являлись: обеспечение контроля над стратегическими промышленными объектами, несение гарнизонной службы, разоружение частей итальянской армии, проведение антипартизанских операций. Помимо этого, подразделения «Лейбштандарта» несли охрану резиденции и обеспечивали личную безопасность Муссолини и его семьи. В конце октября 1943 года дивизия была переименована в 1-ю танковую дивизию СС, что, впрочем, не сказалось на её штатном расписании. За короткий период времени дивизия получила новую технику и восстановила боеготовность.
В середине ноября 1943 года «Лейбштандарт» был срочно отозван из Италии и переброшен на Украину. Дивизия вошла в состав 48-го танкового корпуса 4-й танковой армии, которому была поставлена задача отбить Киев, освобождённый советскими войсками. Немецким войскам удалось вновь захватить Житомир и нанести поражение частям 3-й гвардейской танковой и 60-й армий 1-го Украинского фронта, однако выполнить главную задачу они не сумели. Более того, танковые соединения группы армий «Юг» понесли чувствительные потери в личном составе и материальной части. В начале операции подразделения дивизии были введены в бой по частям, «с колёс», поэтому её действия были признаны командованием корпуса неудачными, однако в дальнейшем «Лейбштандарт» чётко выполнял поставленные задачи. В конце декабря советские войска, проведя необходимую перегруппировку, перешли в контрнаступление и отбросили противника на 100—150 километров к западу. Наряду с танковыми дивизиями вермахта ЛШССАГ использовалась в качестве «пожарной команды», затыкая бреши в прорванной линии фронта. Данная тактика позволяла избегать глубоких прорывов обороны противником, но достигалась за счёт больших потерь личного состава и износа боевой техники.

### 1944 год. Боевые действия на Украине и в Нормандии

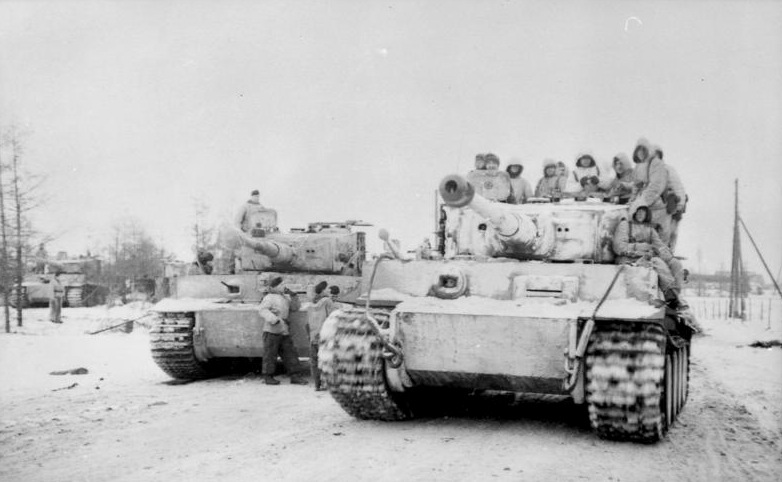
Тяжёлые танки «Тигр». Корсунь-Шевченковский котёл, зима 1944 года

В течение 24—28 января 1944 года совместными усилиями войск 1-го и 2-го Украинских фронтов в районе Корсунь-Шевченковского было окружено два армейских корпуса вермахта в составе девяти пехотных дивизий, 5-й танковой дивизии СС, штурмовой бригады СС и частей усиления. Для деблокады окружённых войск командование группы армий «Юг» перебросило наиболее боеспособные танковые дивизии с различных участков фронта, включив их в состав 1-й танковой армии. Ядром ударной группы стали 1-я танковая дивизия СС «ЛШССАГ», 503-й и 506-й отдельные тяжёлые танковые батальоны. В течение нескольких дней, преодолевая упорное сопротивление частей 27-й и 2-й танковых армий, 3-му танковому корпусу вермахта удалось значительно вклиниться в оборону советских войск, в результате чего расстояние до котла сократилось до 10 километров. Попытки контрударами восстановить положение не увенчались успехом. Успешные действия «Лейбштандарта» вызвали кризис в советском военном руководстве: маршалу Г. К. Жукову, координирующему действия фронтов, было приказано передать руководство по ликвидации всей окружённой группировки противника командующему 2-м Украинским фронтом генералу И. С. Коневу, а самому совместно с командующим 1-м Украинским фронтом генералом Н. Ф. Ватутиным поручена организация обороны внешнего фронта окружения.
Советские войска на данном участке были усилены частями 5-й гвардейской танковой армии, в связи с чем дальнейшее продвижение немецких войск стало невозможным. 17 февраля 1944 года часть окружённой группировки смогла прорваться в расположение основных сил 1-й танковой армии, оставшиеся в котле войска были ликвидированы к концу следующего дня.
Весной 1944 года советское командование приняло решение, несмотря на неблагоприятные погодные условия, продолжить наступательные действия с целью окончательного освобождения Правобережной Украины. Было запланировано силами трёх Украинских фронтов провести несколько согласованных между собой операций. В результате одной из них, севернее Каменец-Подольского, была отрезана от основных сил 1-я танковая армия генерала Г. Хубе, в составе десяти пехотных, девяти танковых, моторизованной, артиллерийской дивизий и частей усиления. В числе окружённых дивизий оказался и «Лейбштандарт». С уничтожением данной группировки вермахт потерял бы половину танковых сил, находившихся на советско-германском фронте, что коренным образом изменило бы стратегическую обстановку. Для ликвидации возникшей угрозы 1-я танковая армия получила разрешение прорываться на запад, одновременно был запланирован деблокирующий удар силами 2-го танкового корпуса СС, срочно перебрасываемого из Франции. Учитывая размах операций, проводимых советскими войсками на широком фронте, им не удалось создать плотного кольца окружения, поэтому было принято решение перекрыть пути отхода противника. Однако командованием 1-го Украинского фронта было неточно определено направление прорыва окружённых сил. 31 марта 1944 года ударная группа 1-й танковой армии, с танковыми дивизиями СС «ЛШССАГ» и «Рейх» на острие, нанесла неожиданный удар в направлении Бучача. Навстречу им наступал 2-й танковый корпус СС в составе двух танковых и двух пехотных дивизий. 7 апреля 1944 года, к исходу девяти суток ожесточённых боёв, преодолев оборону 18-го гвардейского, 52-го и 74-го стрелковых корпусов, был пробит узкий коридор, по которому армия Хубе вышла из окружения.
По выходе из котла «Лейбштандарт» представлял собой боевую группу, которую было невозможно использовать на фронте. За пять месяцев боёв на Украине дивизия фактически перестала существовать: безвозвратные потери личного состава составили свыше 90 %, была потеряна вся боевая техника и вооружение (из 227 танков, состоявших на вооружении в ноябре 1943 года, боеспособными осталось только 3). Несмотря на продолжающееся советское наступление, германское командование было вынуждено отдать приказ о переброске «Лейбштандарта» в Бельгию, где дивизию предстояло сформировать заново. Благодаря личному указанию Гитлера, «Лейбштандарт» получил наивысший приоритет в получении вооружения — техника поступала в часть прямо с заводских конвейеров. Однако острый дефицит горючего затруднял процесс её освоения. Гораздо хуже была ситуация с пополнением личным составом: из-за проблем с кадрами было принято решение об отказе от добровольного принципа комплектования дивизии. Новобранцы поступали из различных расформированных подразделений люфтваффе, кригсмарине и полиции, также было направлено свыше двух тысяч юношей из гитлерюгенда. К июню 1944 года переформирование соединения было в самом разгаре: тактические учения проводились лишь на уровне взвод — рота, часть подразделений не получили необходимого вооружения, а некомплект личного состава был около 25 %.

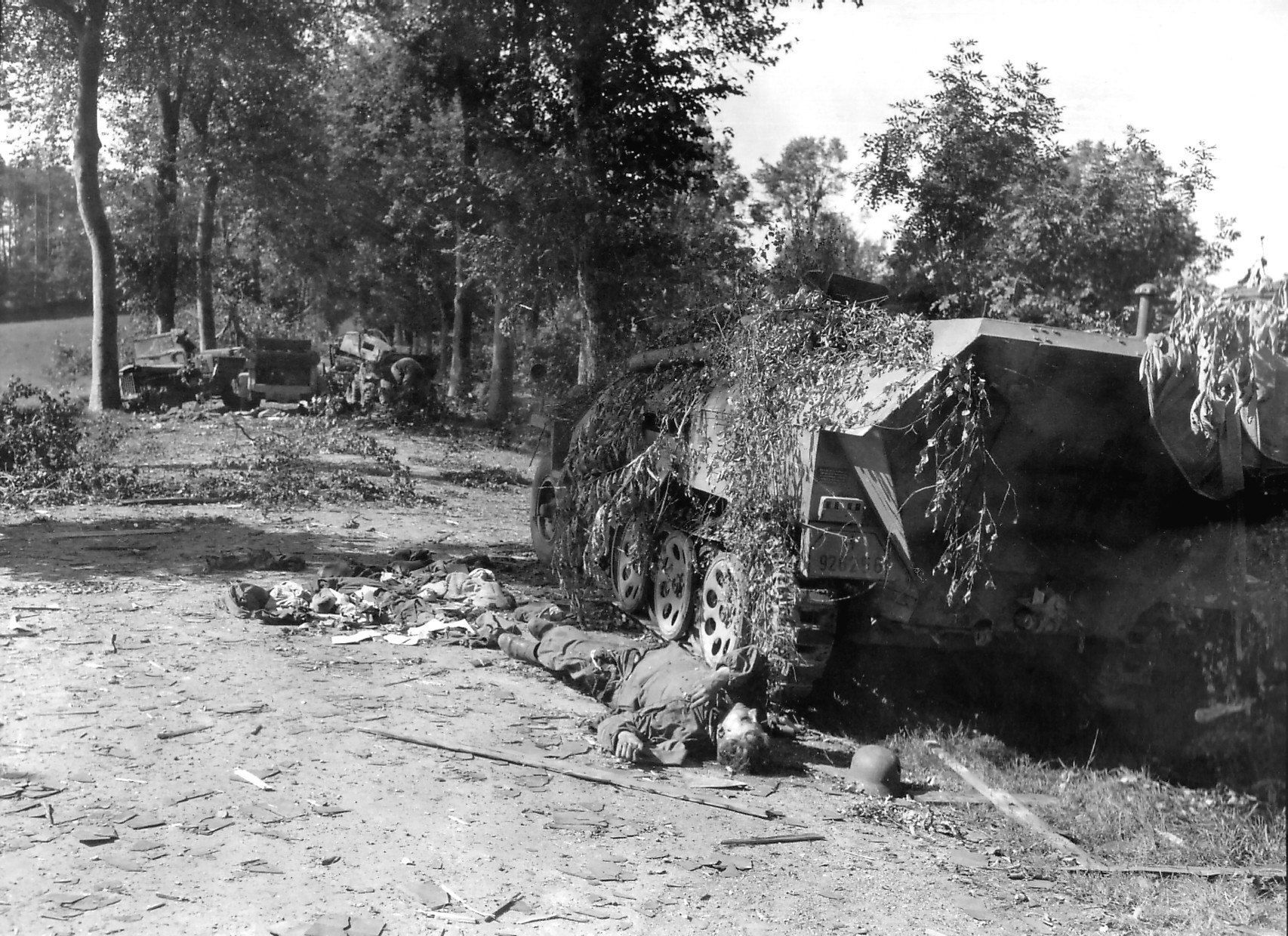
Немецкая бронетехника, уничтоженная в ходе наступления на Авранш, август 1944 года

В ночь на 6 июня 1944 года союзники под прикрытием массированных ударов авиации и флота произвели высадку в Нормандии. В первом эшелоне находилось до 9 дивизий, которых поддерживали около 12 000 самолётов и 5300 кораблей. Из-за разногласий среди германского высшего генералитета о месте предполагаемой высадки и о способах противодействия танковые дивизии вермахта и СС оказались разбросаны по территории Франции и Бельгии и не были объединены под единым командованием. «Лейбштандарт» оказался в прямом подчинении ОКВ, и его применение было возможно лишь с согласия фюрера. Лишь в конце июня соединение было переброшено в Нормандию и было включено в состав 1-го танкового корпуса СС, который вёл ожесточённые бои в районе Кана. В течение июля англо-канадские войска предприняли серию операций («Чарнвуд», «Юпитер», «Гудвуд», «Атлантик») с целью овладения Каном, являвшимся ключевой точкой в немецкой обороне в Нормандии. Бои велись в условиях тотального превосходства союзников в воздухе и при их численном преимуществе в живой силе и технике. «Лейбштандарт», действуя совместно со своей «дочерней» дивизией «Гитлерюгенд», удержал свои позиции, нанеся ощутимые потери британским бронетанковым частям, которые потеряли свыше 500 танков. Неудача британского наступления в районе Кана сорвала планы прорыва с захваченного плацдарма, вызвав первый серьёзный кризис в верховном союзном командовании, и вынудила его перенести направление главного удара в американский сектор. В этих боях собственные потери 1-й танковой дивизии СС составили свыше 40 % личного состава и около 50 % боевой техники. Вечером 20 июля 1944 года, в самый разгар сражения за Кан, штабу 1-го танкового корпуса СС поручили вывести подразделения «Лейбштандарта» с линии фронта и срочно отправить их в Париж для ликвидации группы заговорщиков, возглавляемой генералом К. фон Штюльпнагелем, однако ночью приказ был отменён.
25 июля 1944 года 1-я и 3-я американские армии под общим командованием генерала О. Брэдли совершили глубокий прорыв из нормандского плацдарма вглубь немецкой обороны. В результате бронетанковые дивизии генерала Д. Паттона вышли в глубокий тыл и развернулись там веером, осуществляя глубокий охват группы армий «B». Вместо того чтобы отвести свои силы из Нормандии за Сену, Верховное командование вермахта приказало провести контрнаступление в направлении Авранша с целью восстановить сплошную линию фронта и отрезать прорвавшие войска. Для удара привлекалось восемь танковых дивизий, из которых пять перебрасывалось из британского сектора в районе Кана. В числе последних был и «Лейбштандарт СС». Немецкое наступление после первоначального успеха окончилось неудачей ввиду подавляющего преимущества союзников. Командующий 1-м танковым корпусом СС Й. Дитрих и ряд высших офицеров «Лейбштандарта» потребовали от Гитлера прекратить бессмысленный штурм Авранша, заставив того усомниться в лояльности войск СС. В середине августа вырвавшиеся на оперативный простор войска союзников завершили окружение 19 немецких дивизий в районе Фалеза. Однако кольцо окружения оказалось непрочным, поэтому остатки пяти танковых дивизий СС («Лейбштандарт», «Рейх», «Гитлерюгенд», «Фрундсберг», «Гогенштауфен») сумели пробить коридор и удерживать его в течение нескольких дней, позволяя другим частям выйти из окружения. К 22 августа 1944 года все германские войска, оставшиеся в котле, были ликвидированы, через три дня был освобождён Париж, а 30 августа последние немецкие части отошли за Сену. После выхода из окружения 1-я танковая дивизия СС представляла собой пехотный батальон неполного состава, так как снова лишилась всей боевой техники и тяжёлого вооружения и понесла огромные потери убитыми и ранеными. Среди последних был и командир дивизии Т. Виш.
Немецкие войска отступали на восток, не делая попыток закрепиться в восточной Франции или Бельгии, и стали оказывать серьёзное сопротивление лишь на границах Германии. Из-за проблем в снабжении войска союзников снизили темп наступления и были неспособны вести серьёзные боевые действия. К середине сентября 1944 года сформировалась сплошная линия фронта от Ла-Манша до швейцарской границы. До середины октября «Лейбштандарт», получивший небольшое маршевое пополнение, находился на фронте, однако в боевых действиях участия не принимал. Затем дивизия была отведена в тыл, в район Оснабрюка, где была включена в состав формирующейся 6-й танковой армии СС под командованием Й. Дитриха. «Лейбштандарт» за месяц сумел восстановить частично боеготовность — если численность личного состава удалось довести до штатной, то боевой техники (особенно танков и штурмовых орудий) поступило в два раза меньше, чем положено. Проблемы боевой подготовки осложняли краткие сроки, отведённые на неё, острейший дефицит горючего, недостаток опытного младшего офицерского и унтер-офицерского состава и квалифицированных военных специалистов (танкистов, артиллеристов, сапёров, радистов). В середине ноября дивизия была передислоцирована в район Кёльна, в рамках подготовки к стратегическому контрнаступлению вермахта на Западе.

### 1944—1945 год. Участие в последних операциях вермахта

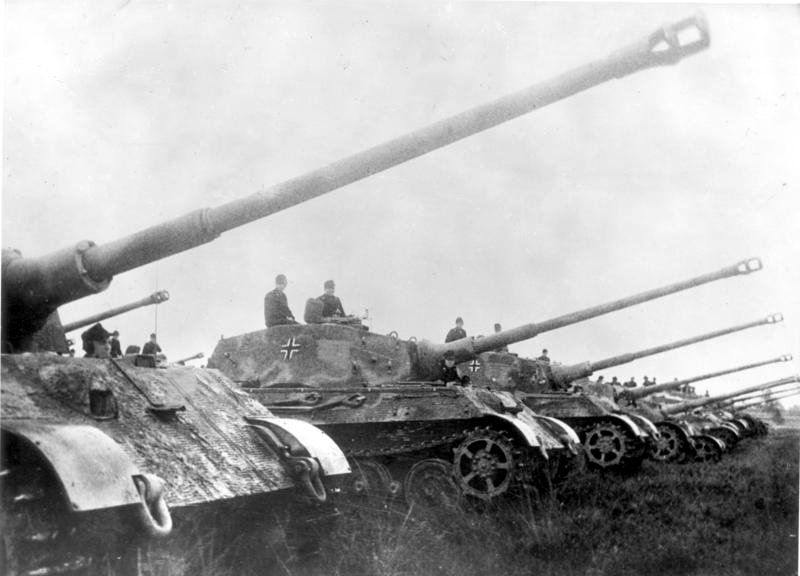
В конце войны тяжёлые танки «Королевский тигр» стали основной ударной силой «Лейбштандарта».

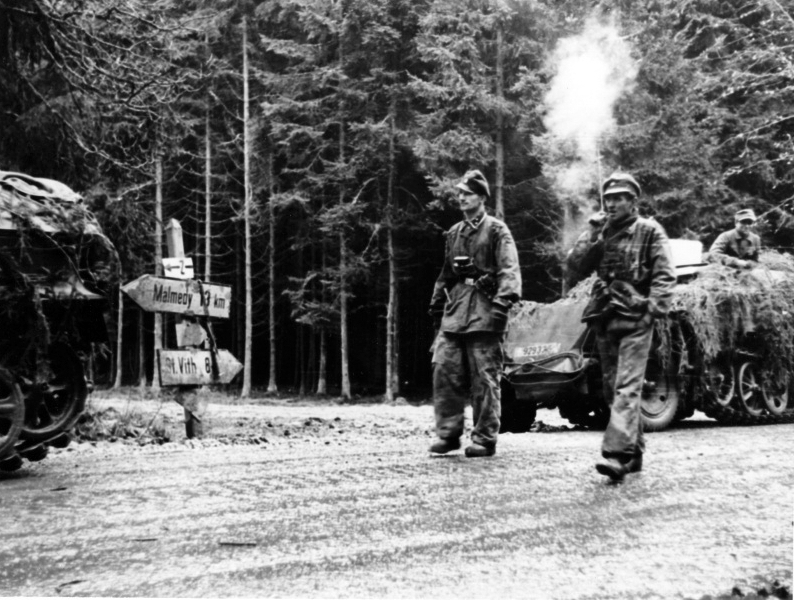
Солдаты боевой группы И. Пайпера на дороге в районе Мальмеди, Бельгия

К концу 1944 года советские и союзные войска вышли непосредственно к границам рейха. Верховным главнокомандованием вермахта был разработан план, согласно которому силами трёх армий (из них две танковые) наносился внезапный контрудар в Арденнах с целью стремительного выхода к Маасу в районе Льежа, с дальнейшим овладением Антверпеном. В случае положительного исхода операции союзники лишались главной базы снабжения своих войск, а их линия фронта была бы разрезана. На направлении главного удара находилась 6-я танковая армия СС, которая наступала силами двух танковых корпусов СС. 1-му танковому, в составе 1-й и 12-й танковых дивизий СС, была поставлена задача прорыва обороны американских войск и захвата Льежа, 2-й танковый корпус располагался позади и должен был развивать наступление на Антверпен. Учитывая, что боевые действия предполагалось вести в условиях труднопроходимой гористой местности, покрытой густыми лесами, дивизии корпуса были сразу поделены на несколько боевых групп, действующих автономно друг от друга. «Лейбштандарт» выделил четыре полковые боевые группы, из которых самой мощной была группа И. Пайпера, включившая в себя все наличные танки дивизии и приданный 501-й тяжёлый танковый батальон СС, вооружённый танками «PzKpfw VI Ausf. B Королевский тигр». Весьма сложной была ситуация с топливом и боеприпасами, которых хватило бы только на 4—5 дней интенсивных боёв.
16 декабря 1944 года немецкие войска перешли в контрнаступление на участке 1-й армии США. Удар оказался внезапным для союзников, разведка которых не сумела вскрыть переброску и развёртывание танковых частей вермахта. Из-за нелётной погоды господство в воздухе англо-американской авиации было сведено на нет. В первый день операции наибольшего продвижения в секторе наступления 6-й танковой армии СС добились боевые группы Хансена и Пайпера, преодолевшие разрозненное сопротивление подразделений 2-й и 99-й пехотных дивизий. Танковая колонна последнего к вечеру следующего дня продвинулась на 50 километров и вышла к городу Ставло, в нескольких километрах от которого находился штаб армии противника и крупнейшее тыловое топливное хранилище, где находилось более 3 миллионов галлонов нефтепродуктов. Однако И. Пайпер отложил штурм города на утро, что позволило эвакуировать штаб и поджечь склады с горючим. На следующий день части боевой группы Пайпера продвинулись ещё на 50 километров и, захватив город Стумон, создали непосредственную угрозу Льежу. При этом остальные боевые группы «Лейбштандарта» значительно отстали от него, растянувшись по узким дорогам на 30 километров, а остальные соединения 6-й танковой армии СС так и не смогли прорвать оборону противника и выйти на оперативный простор. К участку прорыва американское командование срочно перебросило три свежих соединения: 82-ю воздушно-десантную, 3-ю бронетанковую и 30-ю пехотную дивизии, которые сумели отрезать подразделения двух боевых групп дивизии ЛШССАГ и восстановить линию фронта. Ведя несколько дней ожесточённые бои в окружении и израсходовав все боеприпасы и топливо, бросив своих раненых и потеряв всю технику, остатки подразделений Пайпера небольшими группами сумели пробиться к основным силам. 21 декабря 1944 года Гитлер приказал передать бездействующий 2-й танковый корпус СС в распоряжение 5-й танковой армии Х. фон Мантойфеля, которая сумела добиться значительных успехов, и перенести центр тяжести наступления в её полосу. Действия 6-й танковой армии СС в его глазах потерпели фиаско.
К 26 декабря 1944 года наступление вермахта в Арденнах было остановлено ввиду усилившегося сопротивления противника, нехватки горючего и боеприпасов и возросшей активности союзной авиации. Через несколько дней американские войска, усиленные за счёт передислокации с других участков фронта, нанесли контрудар 3-й американской армией в направлении города Бастонь. Германское командование перебросило в этот сектор два танковых корпуса СС из 6-й танковой армии СС, в составе трёх дивизий СС (в том числе и 1-й танковой). В течение недели за город велись кровопролитные бои без видимого результата для обеих сторон. 8 января 1945 года, видя бесперспективность дальнейшего наступления в Арденнах и ввиду резко обострившейся ситуации в районе Будапешта, Гитлер отдал приказ об отводе 6-й танковой армии в глубокий тыл и распорядился обеспечить ускоренное доукомплектование её соединений личным составом и боевой техникой. За три недели боёв 1-я танковая дивизия СС потеряла около 45 % танков и САУ, однако уже к концу февраля восстановила свой боевой парк до численности накануне операции в Арденнах. Учитывая, что количество танков было значительно ниже штатного, в состав «Лейбштандарта» на постоянной основе был включён 501-й тяжёлый танковый батальон СС.
В феврале 1945 года началась переброска дивизии, в составе 6-й танковой армии СС, в Венгрию, где она должна была быть использована для операций в районе Будапешта. Гитлер придавал огромное стратегическое значение этому региону, так как там находились последние нефтепромыслы, добыча нефти на которых составляла на тот момент до 80 % всей производимой в рейхе. Кроме этого, Гитлером и его окружением обсуждался план длительной обороны так называемого «Альпийского редута» (включающего горные районы Баварии, Австрии и Италии), в район которого предстояло перебросить наиболее преданные ему отборные части войск СС и вермахта. Передислокация соединений 6-й танковой армии СС проводилась в обстановке строжайшей секретности: солдатам и офицерам было приказано снять знаки различия, в официальных документах были изменены номера и названия частей и издан ряд дезинформирующих приказов. К окончанию переброски танковых соединений СС советским войскам удалось взять штурмом Будапешт и ликвидировать окружённую там группировку. Активно велась подготовка для дальнейших ударов по направлению на Вену. Однако, несмотря на изменение оперативной обстановки, 6-й танковой армии СС по-прежнему ставились наступательные задачи.
Перед началом крупномасштабного наступления дивизиям СС «Лейбштандарт» и «Гитлерюгенд», совместно с танковым корпусом «Фельдхернхалле», было поручено провести подготовительную операцию: ликвидировать крупный советский плацдарм на западном берегу Грона, рассматриваемый германским командованием как трамплин для наступления на Вену. Здесь были сосредоточены крупные силы 7-й гвардейской армии М. С. Шумилова. Основной удар наносился силами 1-й танковой дивизии СС, боевые группы которой уже в первый день сумели прорвать эшелонированную оборону 24-го гвардейского стрелкового корпуса. Бои продолжались около недели и окончились захватом плацдарма, однако был упущен фактор внезапности, так как советской разведке удалось не только выявить переброску в Венгрию соединений 6-й танковой армии СС, но и определить направления и сроки планируемых ударов. В соответствии с полученными сведениями Ставка ВГК поставила задачу войскам 3-го Украинского фронта подготовиться к отражению танкового удара противника, не прекращая подготовку к наступлению на Вену. В течение двух недель советским войскам удалось создать многополосную, глубоко эшелонированную оборону. Используя многочисленные артиллерийские части РВГК, была создана эффективная противотанковая оборона плотностью до 67 орудий на километр.
6 марта 1945 года немецкие войска начали операцию «Пробуждение весны», осуществляя последнее крупномасштабное наступление на советско-германском фронте. В результате наступления немецкое командование рассчитывало раздробить и уничтожить по частям главные силы 3-го Украинского фронта и восстановить линию фронта по западному берегу Дуная. Главный удар наносился силами 6-й танковой армии СС между озёрами Балатон и Веленце. 1-я танковая дивизия СС в течение трёх дней сумела прорвать две полосы обороны советских войск на узком участке фронта, нанеся при этом большие потери 30-му стрелковому корпусу. К участку прорыва командование 26-й армии и 3-го Украинского фронта перебросило 5-й гвардейский казачий кавалерийский корпус, усиленный армейскими и фронтовыми резервами, в том числе самоходно-артиллерийскими бригадами и отдельными тяжёлыми самоходно-артиллерийскими полками, вооружёнными тяжёлыми истребителями танков: СУ-100, ИСУ-122, ИСУ-152. К 15 марта 1945 года подразделения «Лейбштандарта» сумели продвинуться на 30 километров вглубь советской обороны, однако прорвать третью (тыловую) оборонительную полосу не смогли. Потери, понесённые 1-й танковой дивизией СС в ходе наступления в Венгрии, составили до 10 % личного состава и около 80 % бронетехники.
16 марта 1945 года части 3-го Украинского фронта без оперативной паузы перешли в наступление на Вену. Сложившаяся в результате немецкого наступления линия фронта давала советскому командованию возможность окружить вклинившуюся 6-ю танковую армию СС. Командующий группой армий «Юг» распорядился немедленно перебросить соединения этой армии для ликвидации образовавшегося прорыва. В течение нескольких дней подразделения 1-го танкового корпуса СС, в составе дивизий «Лейбштандарт» и «Гитлерюгенд», вели активные манёвренные бои с частями 6-й гвардейской танковой армии и сдерживали темпы её наступления, нанеся ей чувствительные потери. Через пять дней после начала наступления советским войскам удалось выйти на оперативный простор: части 6-й танковой армии СС потеряли связь друг с другом и начали несанкционированный отход. Подразделения 1-й танковой дивизии СС были раздроблены на несколько независимых боевых групп, не имевших централизованного руководства, часть из них были окружены и уничтожены. К концу марта остатки «Лейбштандарта» оказались отброшенными в горные районы Восточной Австрии, где их свели в дивизионную группу, в которой было не больше десяти танков и самоходных орудий. По результатам мартовских боёв Гитлер приказал Гиммлеру лишить военнослужащих дивизий 6-й танковой армии СС нарукавных лент, а офицеров и знаков отличия. Командующий армией Й. Дитрих приказ выполнить отказался, а практического значения эта акция и не имела, так как нарукавные нашивки личный состав в целях маскировки срезал ещё перед отправкой в Венгрию. Существует солдатская легенда, перенесённая в некоторые исторические работы послевоенных исследователей, что Дитрих и офицеры штаба армии якобы наполнили ночной горшок своими наградами и, перевязав нарукавными лентами, отправили его в штаб-квартиру Гитлера.
Северо-восточная часть Восточных Альп, куда отступили остатки 1-го танкового корпуса СС, находилась вне направления главного удара советских войск. Во время ожесточённых боёв за Вену подразделения «Лейбштандарта» находились на границе Венского Леса и Бадена, блокируя горные перевалы и ведя бои местного значения. В середине апреля, после успешного штурма австрийской столицы, советские войска начали зачистку горных лесов, где оборонялись остатки войск СС. Командование группы армий «Юг» дало указание войскам прекратить бои в Нижней Австрии и отходить в зону действия союзных войск. 7 мая 1945 года после получения сообщения о капитуляции Германии командир 1-й танковой дивизии СС О. Кумм официально распустил «Лейбштандарт» и приказал своим подразделениям сдаваться в плен англо-американским войскам. С согласия союзного командования около 10 000 военнослужащих «Лейбштандарта» на следующий день пересекли демаркационную линию, установленную по реке Энс, и сложили оружие в районе города Штайр.
24 июня 1945 года в Москве на Красной площади состоялся Парад Победы. Его завершала колонна солдат, нёсших опущенные знамёна и штандарты частей вермахта и войск СС. Эти знамёна были брошены на специальный помост у подножия Мавзолея Ленина. Правофланговый колонны старший сержант Ф. А. Легкошкур первым швырнул древко штандарта дивизии СС «ЛШССАГ».

## Формирования, созданные на базе «Лейбштандарта СС Адольф Гитлер»

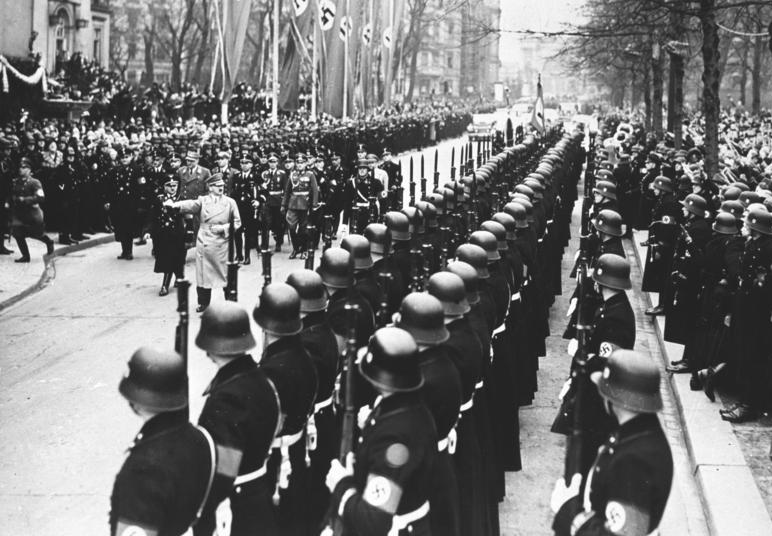
Адольф Гитлер на параде приветствует солдат 1-й тд СС. Берлин, 1938 год.

В течение Второй мировой войны на базе соединения «Лейбштандарт СС Адольф Гитлер» было создано несколько подразделений войск СС, которые считались «дочерними».

### Караульный батальон СС «Лейбштандарт „Адольф Гитлер“—Берлин»
В сентябре 1939 года, после принятия решения об использовании «Лейбштандарта» в качестве боевой части на фронте, из его состава был выделен 4-й караульный батальон СС. В 1943 году часть была переименована в караульный батальон СС «Лейбштандарт „Адольф Гитлер“—Берлин». Комплектация личным составом происходила по ротационному принципу: из фронтовых частей дивизии военнослужащие переводились в Берлин на несколько месяцев для прохождения службы в составе караульного батальона. Подразделение несло церемониально-караульные функции в столице рейха. Отдельные части неоднократно использовалась в качестве статистов в исторических, военно-патриотических и пропагандистских фильмах кинокомпании UFA. В апреле 1945 года батальон вошёл в состав берлинского гарнизона и под командованием бывшего командира «Лейбштандарта» В. Монке держал оборону в районе рейхсканцелярии. При штурме немецкой столицы был уничтожен советскими войсками.

### 9-я танковая дивизия СС «Гогенштауфен»
Сформирована 31 декабря 1942 года во Франции из резервных и запасных частей дивизии СС «ЛШССАГ». Первоначально командный состав также был полностью из состава «Лейбштандарта». В дальнейшем, после формирования дивизии СС «Гитлерюгенд», «Гогенштауфен» пополнялась за счёт добровольцев со всего рейха и утратила связь с «Лейбштандартом». Считалась элитной «классической» дивизией СС. В 1944 году участвовала в боях на Правобережной Украине, Нормандии, разгроме союзного воздушного десанта в Голландии. Затем привлекалась к последним крупным наступательным операциям в Арденнах и Венгрии. В мае 1945 года капитулировала в Австрии.

### 12-я танковая дивизия СС «Гитлерюгенд»
Сформирована 24 июня 1943 года из воспитанников Гитлерюгенда 1926 года рождения. Изначально формировалось как «дочернее» соединение дивизии «Лейбштандарт СС Адольф Гитлер». По замыслу Гитлера обе дивизии, носящие его имя, должны были быть объединены в 1-м корпусе СС и олицетворять сплав прошлого и будущего войск СС. Для подготовки личного состава в соединение было переведено более тысячи ветеранов «Лейбштандарта». Командный состав дивизии на протяжении всей войны комплектовался из офицеров 1-й танковой дивизии СС. Связь также прослеживалась в отличительном знаке дивизии, на котором символ организации «Гитлерюгенд» перекрещивался со знаком «Лейбштандарт СС Адольф Гитлер». В 1944 году участвовала в боях в Нормандии, затем привлекалась к последним крупным наступательным операциям в Арденнах и Венгрии. В мае 1945 года капитулировала в Австрии.

### 101 тяжёлый танковый батальон СС
101-й тяжёлый танковый батальон СС был создан 19 июля 1943, как часть 1-го танкового корпуса СС, путём формирования двух новых тяжёлых танковых рот, состоящих из тяжёлых танков Pz.Kpfw.VI «Тигр», и присоединения 13-й (тяжёлой) роты танкового полка моторизованной дивизии СС «Лейбштандарт СС Адольф Гитлер». Он был придан дивизии СС «Лейбштандарт СС Адольф Гитлер» и отправлен в Италию 23 августа 1943 года, где он оставался до середины октября. Затем 1-я и 2-я роты были отправлены на Восточный фронт, в то время как другая часть подразделения осталась на западе.
Возвратившись из Европы в Россию, дивизия вместе с батальоном участвовала в боях в нижнем течении Днепра до марта 1944 года. Весной 1944 года 101-й батальон тяжёлых танков СС в полном составе был сосредоточен на территории Франции. Танки несли стандартный трёхцветный камуфляж и эмблему 1-го танкового корпуса СС на лобовой плите. Эта эмблема была очень похожа на эмблему дивизии «Лейбштандарт СС Адольф Гитлер» и символизировала преемственность между этими соединениями. Она представляла собой два скрещённых ключа на щите, тогда как эмблема 1-й танковой дивизии СС — один ключ на щите.

Из-за ожидаемого вторжения союзников в Западную Европу, элементы батальона были отправлены на запад в апреле 1944 года. С высадкой союзников 6 июня под англо-американскими бомбёжками 101-й тяжёлый танковый батальон СС был передислоцирован в Нормандию, куда он прибыл 12 июня. 101-й батальон был придан 12-й танковой дивизии СС «Гитлерюгенд» и понёс очень тяжёлые потери. До 5 июля батальон потерял 15 из 45 своих «Тигров», в том числе в бою у Виллер-Бокажа.

8 августа 1944 три из семи их Тигров, что предприняли контратаку вблизи Сент-Эньян-де-Крамениль, были уничтоженными британскими «Шерман Файрфлай», и ещё два были уничтожены 27-м канадским бронетанковым полком, убив при этом временного командира батальона знаменитого танкиста-аса Михаэля Виттмана. Батальон потерял практически все свои Тигры в Фалезском котле и дальнейшем отступлении немцев из Франции.
9 сентября остаткам подразделения было приказано отдыхать и перевооружиться новыми танками «Королевский Тигр». С этим изменением он был переименован в 501-й тяжёлый танковый батальон СС. 3 ноября планировалось оснастить 3-ю роту батальона самоходными артиллерийскими установками класса истребителей танков «Ягдтигр», но на следующий день эти планы были отменены. Он принимал участие в Арденнском наступлении, потом — в боях в Венгрии. До 15 марта в батальоне оставалось 32 танка, из которых 8 были в рабочем состоянии. Танки «Тигр II» 501-го батальона СС были покрыты циммеритом и несли трёхцветный камуфляж. Эмблема 1-го танкового корпуса СС была нанесена слева от пулемёта на лобовой плите корпуса. Трёхзначные башенные номера были жёлтого цвета. 501-й тяжёлый танковый батальон СС закончил свой боевой путь в Австрии в апреле 1945 года

## Тактика и вооружение

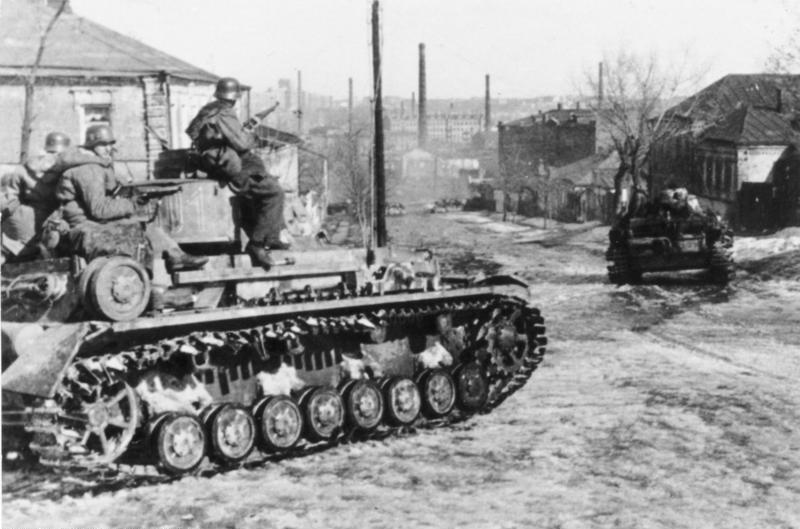
Солдаты одной из боевых групп «Лейбштандарта». Харьков, март 1943 года

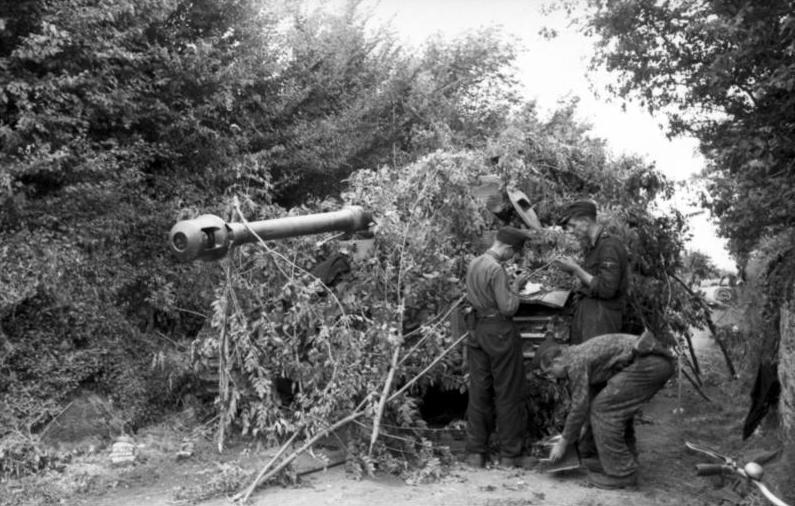
Замаскированный танк Panzer VI (Тигр) готовится к отражению атаки союзников. Нормандия, июнь 1944 года

В межвоенные годы в Германии получила распространение теория блицкрига, разработанная в начале века и усовершенствованная Г. Гудерианом, основанная на тесном взаимодействии танковых и пехотных соединений при поддержке авиации. Причём пехотные подразделения должны быть полностью моторизованы, то есть оснащены колёсным и гусеничным автотранспортом. В этом случае моторизованные части могли поддерживать скорость марша танковых колонн, что позволяло осуществлять прорыв обороны противника на оперативную глубину. Однородной единицей мотопехоты являлся батальон, из батальонов с приданными им подразделениями артиллерии, сапёров и других частей формировались полки. Первые подразделения войск СС, в том числе и «Лейбштандарт Адольф Гитлер», изначально формировались по штатам моторизованных полков. При боевой подготовке частей СС использовалась программа обучения германских штурмовых отрядов Первой мировой войны, что привело к более высокому уровню индивидуальной боевой подготовки их солдат. При этом, из-за соперничества между руководством вермахта и СС, оснащение первых формирований СС осуществлялось по остаточному принципу, и им передавались устаревшие либо трофейные образцы вооружений. Исключением являлся лишь «Лейбштандарт», который согласно его элитному статусу имел приоритет в получении новых видов вооружения.
В начале Второй мировой войны «Лейбштандарт СС» воевал в качестве мотопехотного полка под армейским командованием. Уже в первых боях эта часть несла очень высокие потери, которые можно объяснить недостаточным военным обучением, слепым фанатизмом и пренебрежением к смерти. По окончании польской кампании Главнокомандование сухопутных войск (ОКХ) дало отрицательную оценку применению войск СС, предложив не использовать их более в боевых условиях. Гитлер и руководство СС проигнорировали эти выводы, однако командование войск СС провело собственный анализ действий своих формирований. Оказалось, что несмотря на хороший уровень индивидуальной подготовки и высокий боевой дух, военнослужащие не имели должной тактической выучки, а офицерский состав — командного опыта. В особенности это относилось к «Лейбштандарту СС». Результатом стала пересмотренная программа боевой подготовки и широкое привлечение на штабные должности армейских офицеров. Сразу после окончания французской кампании был начат очередной этап реорганизации войск СС, в ходе которого «Лейбштандарт» был развёрнут в бригаду. На вооружение бригады поступили новые образцы бронетехники — танки PzKpfw IV Ausf. D и штурмовые орудия StuG III Ausf. B.
В начале Второй мировой войны, согласно германским уставам, задачи мотопехоты сводились к поддержке действий танков: прорыву эшелонированной обороны, зачистке захваченной территории от остатков войск противника, защите флангов и тылов танковых подразделений от контрударов, удержание занятого плацдарма либо рубежа. Уже в ходе реальных боевых действий во Франции были серьёзно пересмотрены довоенные концепции использования мотопехоты. В условиях быстро меняющейся обстановки на поле боя было необходимо более плотное и гибкое взаимодействие пехоты, артиллерии, бронетехники и авиации. Создание боевых групп (нем. Kampfgruppe), временных тактических объединений частей различных родов войск, необходимых для выполнения конкретной боевой задачи, позволило решить многие проблемы. Боевые группы применялись как для прорыва вражеских позиций, так и для ведения активной манёвренной обороны. Как правило, группа получала название по имени своего командира, после решения поставленных перед ней задач она расформировывалась — военнослужащие из её состава возвращались обратно в свои части. Ядро боевой группы составлял танковый или мотопехотный батальон (полк), которому придавались артиллерийские, противотанковые и зенитные подразделения, мотоциклисты, сапёры. Обязательно присутствовали офицеры связи люфтваффе, которые координировали действия авиационной поддержки. Немецкие войска успешно применяли боевые группы как в наступлении, так и в обороне на протяжении всей войны. Если сначала данная тактика являлась импровизацией, то начиная с 1943 года это уже предписывалось уставами. Подразделения «Лейбштандарта» также включались в состав боевых групп, и нередко их действия приводили к определённым тактическим успехам. Широко известны действия боевой группы Пайпера в ходе третьей битвы за Харьков и Арденнской операции.
С весны 1942 года проводилась реорганизация моторизованных частей вермахта и СС с целью повысить их огневые возможности. В мотопехотных ротах стало вдвое больше пулемётов, чем в ротах пехотных дивизий. Помимо этого в состав моторизованных дивизий стали включать танковые батальоны, а на вооружение артиллерийских и противотанковых подразделений вместо буксируемых орудий начали поступать самоходные артиллерийские установки. Тогда же для повышения статуса моторизованных частей их стали именовать танково-гренадерскими (нем. Panzergrenadier). В этот период бригада «Лейбштандарт СС Адольф Гитлер» была развёрнута в дивизию, сначала в моторизованную, затем в «танково-гренадерскую». Штатное расписание соответствовало танковой дивизии вермахта 1942 года: два полка мотопехоты, танковый полк, артиллерийский полк, разведывательный батальон и вспомогательные части. Дополнительно дивизия была усилена дивизионом штурмовых орудий, тяжёлым зенитным дивизионом РГК и ротой противотанковых САУ. Поступившая на вооружение дивизии техника — танки PzKpfw III Ausf. L и PzKpfw IV Ausf. G, штурмовые орудия StuG III Ausf. G, противотанковые САУ Marder III — была способна на равных противостоять советским Т-34. В 1943 году, накануне контрнаступления под Харьковом и в ходе подготовки к операции «Цитадель», дивизия дополнительно получила новейшие образцы вооружения: САУ «Wespe», «Hummel», БТР Sd.Kfz.251/17, оснащённые счетверённой 20-мм зенитной пушкой, а также роту тяжёлых танков PzKpfw VI «Tiger I» (позднее на её основе был сформирован батальон тяжёлых танков). Помимо этого соединению был придан дивизион самоходных реактивных миномётов.
Во второй половине войны, в условиях, когда немецким войскам приходилось вести бои с противником, превосходившим их в живой силе и бронетехнике, использование тактики боевых групп позволяло вести активные оборонительные действия. Основным тактическим приёмом стал так называемый «Ёж» (нем. Igel), с успехом применявшийся вермахтом с первых дней блицкрига, когда боевая группа организовывала оборону опорного пункта, узла дорог или плацдарма. Обычно боевые группы получали задание удерживать оборону до получения приказа на отход либо в течение определённого времени. Затем бой внезапно прекращался, а оставленные позиции, часто заминированные, через некоторое время накрывались огнём немецкой артиллерии. В условиях сплошной линии фронта применялась тактика «противотанкового фронта» (нем. Panzerabwehrkanone Front), когда противотанковые средства на танкоопасных направлениях, объединённые общим командованием, скрытно размещались за оборонительными позициями. В случае прорыва обороны одними лишь танками противника они попадали под сосредоточенный огонь замаскированных противотанковых и артиллерийских средств, а находящиеся в резерве танковые части контрударом восстанавливали положение. Именно так была организована оборона «Лейбштандарта» на прохоровском поле, когда за одну ночь был организован «противотанковый фронт» плотностью до 35 орудий на километр, принявший на себя удар танковых корпусов 5-й гвардейской танковой армии.
В середине 1943 года «Лейбштандарт» получил на вооружение новые танки PzKpfw V Ausf. D2 «Пантера», которые постепенно вытесняли танки PzKpfw IV. В течение 1944 года боевой парк дивизии пополнялся такими образцами новой техники, как StuG IV, Jagdpanzer IV и Sd.Kfz.234/2 «Пума». Поступающие во второй половине войны новые образцы огнестрельного оружия (штурмовые винтовки StG 44, пулемёты MG 42, 120-мм миномёты Granatwerfer 42, гранатомёты Панцерфауст) резко увеличили огневую мощь мотопехотных подразделений дивизии. В последние месяцы войны танки дивизии начали оснащать инфракрасными прицелами, что позволило улучшить эффективность ночных боёв. Практически до самого конца войны Гитлер и его ближайшее окружение считали войска СС, и особенно «Лейбштандарт», лучшими частями германской армии, способными переломить исход войны.

## Преступления дивизии

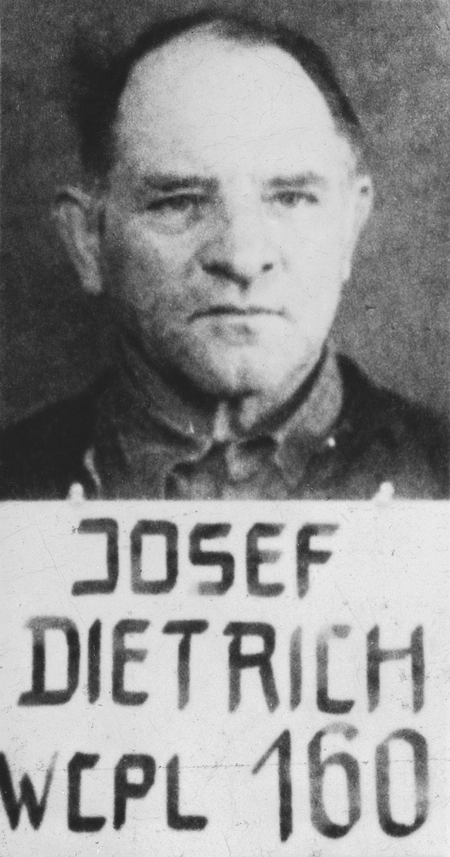
В 1944 году командир «Лейбштандарта» Йозеф Дитрих был включён в список 33 главных нацистских военных преступников

В ходе Второй мировой войны военнослужащими «Лейбштандарт СС Адольф Гитлер» были совершены многочисленные военные преступления и преступления против человечности.
В сентябре 1939 года, при вторжении в Польшу, солдатами части были совершены поджоги нескольких деревень и расстрелы их мирных жителей. Командующий 8-й армией генерал Йоханнес Бласковиц напрямую обвинил командующего «Лейбштандартом» Дитриха в мародёрстве и убийствах. Его требование привлечь виновных к ответственности осталось без внимания. Более того, приказом от 17 октября 1939 года членов СС было запрещено судить военно-полевыми судами. Теперь они стали подсудны лишь специальным судам СС.
Во время Французской кампании солдаты «Лейбштандарта СС» совершили одно из первых крупных военных преступлений войск СС. 28 мая 1940 года в городе Ворму, озлобленные большими потерями, военнослужащие 2-го батальона гауптштурмфюрера Вильгельма Монке загнали более ста английских пленных солдат в сарай, подожгли его и забросали гранатами. Погибло около 80 человек. По окончании войны Монке попал в советский плен, был приговорён к 25 годам лишения свободы. В 1955 году был репатриирован в ФРГ, в 1980 году британская юстиция пыталась привлечь его к ответственности, однако собранных доказательств оказалось недостаточно для судебного процесса.

В рамках подготовки к операции «Барбаросса» высшим руководством нацистской Германии было принято решение о ведении на Востоке «войны на уничтожение». К началу вторжения в СССР Верховное командование вермахта подготовило приказы «о военном судопроизводстве» и «о комиссарах», которыми предписывалось расстреливать на месте любых лиц, подозреваемых в вооружённом сопротивлении, а также захваченных в плен комиссаров, коммунистов и евреев. В отношении советских военнопленных указывалось, что они лишены права на обращение согласно положениям Женевской конвенции. 21 июня 1941 года приказы немецкого командования были доведены до каждого солдата, участвовавшего в нападении на СССР. При этом военнослужащие вермахта получали полное освобождение от уголовной ответственности за совершение любых преступлений против советских граждан.
С первых дней нахождения на Украине военнослужащие «Лейбштандарта СС Адольф Гитлер» принимали участие в репрессиях против гражданских лиц, расстрелах советских военнопленных и оказывали помощь айнзатцгруппам в выявлении евреев. На территории Ровенской области было сожжено несколько сёл и уничтожена часть проживавших в них мирных жителей. По свидетельству Эриха Керна, служившего в 4-м батальоне «Лейбштандарта», 16—18 августа 1941 года в селе Виноградовка, в качестве возмездия за гибель в плену 110 солдат LSSAH, было расстреляно более 4000 советских военнопленных. В октябре 1941 года история повторилась в Таганроге, когда командир бригады отдал приказ не брать пленных в течение трёх суток и несколько тысяч военнопленных было расстреляно прямо на поле боя. В период оккупации Таганрога подразделения «Лейбштандарта» совместно с айнзатцкомандой 10a айнзатцгруппы D участвовали в уничтожении 1800 евреев.
В феврале 1943 года подразделения «Лейбштандарта», дислоцированные в Берлине, приняли активное участие в операции «Fabrikaktion» — депортации 15 000 евреев, занятых на предприятиях военной промышленности и отправляемых в рамках «окончательного решения еврейского вопроса» для дальнейшего уничтожения в лагерях смерти.

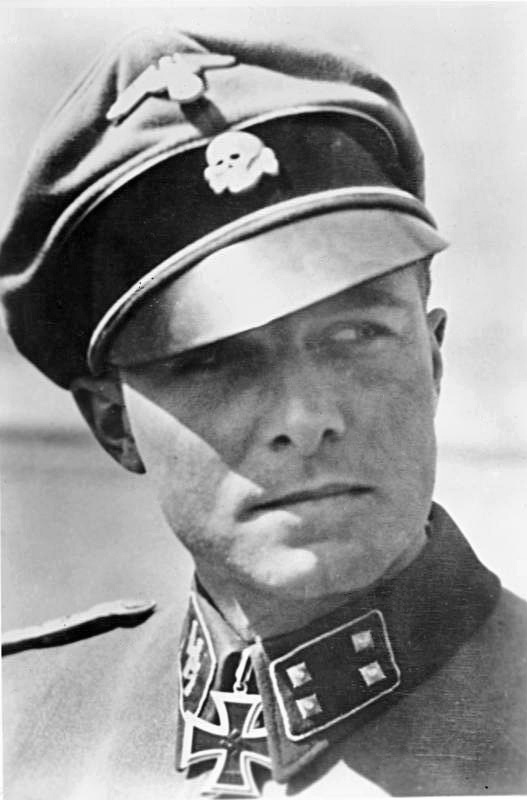
Подразделения Иоахима Пайпера причастны к совершению ряда военных преступлений на территории Советского Союза, Италии и Бельгии

В течение февраля — марта 1943 года частями «Лейбштандарта» был совершён ряд преступлений в Харьковской области. 17 февраля 1943 года военнослужащими боевой группы Иоахима Пайпера была проведена чистка деревень Ефремовка и Семёновка, в результате которой убито 865 мирных жителей. В ходе операции командованием дивизии был отдан приказ, запрещающий брать в плен советских солдат, которые подлежали расстрелу на месте. По свидетельствам очевидцев, при штурме Харькова солдатами «Лейбштандарта» совершались многочисленные преступления против жителей города: расстрелы, изнасилования, грабежи. 13—17 марта 1943 года ими было уничтожено (сожжено заживо и расстреляно) более 700 тяжелораненых красноармейцев в 1-м сортировочном армейском госпитале, которых не успели эвакуировать в советский тыл.
Для расследования военных преступлений в СССР в 1942 году была создана Чрезвычайная государственная комиссия по установлению и расследованию злодеяний немецко-фашистских захватчиков. В задачу комиссии входило расследование действий оккупационных войск на захваченной территории СССР, установление личностей преступников и определение причинённого материального ущерба. На основании материалов комиссии был составлен список соединений и частей СС и вермахта, совершивших военные преступления на территории СССР. В этот перечень был включён «Лейбштандарт СС Адольф Гитлер». В декабре 1943 года в Харькове состоялся первый в мире открытый судебный процесс над военными преступниками. В приговоре отмечалось, что военнослужащие дивизий СС «Лейбштандарт Адольф Гитлер» и «Мёртвая голова» причастны к совершению массовых военных преступлений в Харькове (позже этот вывод нашёл подтверждение в материалах Нюрнбергского процесса). Кроме этого, заочно были признаны виновными в совершении данных преступлений командиры дивизий Й. Дитрих, М. Зимон и командир батальона «Лейбштандарта» И. Пайпер. В 1967 году СССР передал правительству ФРГ собранные доказательства для проведения судебных разбирательств по данному делу органами германской юстиции. В результате процесса, длившегося более года, суд Нюрнберга, установив факт совершения военных преступлений в Харькове, признал недостаточность улик для выдвижения индивидуальных обвинений.
Совершались преступления и во время краткого пребывания дивизии в Северной Италии. 15—24 сентября 1943 года возле озера Лаго-Маджоре военнослужащими «Лейбштандарта» было убито 49 еврейских беженцев. Пятеро солдат были преданы суду за эти преступления в послевоенный период. 19 сентября 1943 года, во время операции по разоружению частей королевской итальянской армии, батальон И. Пайпера подверг артобстрелу и частично сжёг деревню Бовес, в результате чего погибло от 23 до 34 мирных жителей. В 1968 году суд Штутгарта, рассмотрев дело Пайпера и двух его подчинённых, признав фактом убийство немецкими солдатами мирных жителей, не смог доказать их виновность в совершении данного преступления.

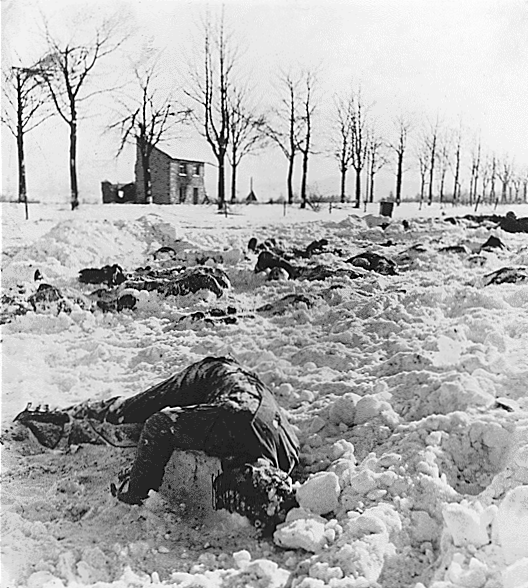
Тела американских военнопленных, расстрелянных в ходе сражения в Арденнах, близ городка Мальмеди

При отступлении из Франции солдатами 1-й танковой дивизии СС «ЛШССАГ» был совершён ряд преступлений против мирных жителей. Так, 30 августа 1944 года, совместно с военнослужащими дивизии СС «Гитлерюгенд», в городе Таво было убито свыше 20 гражданских лиц, а 3 сентября 1944 года в районе бельгийского города Спа, из-за подозрений в причастности к Движению Сопротивления, был расстрелян 31 мирный житель.
В ходе Арденнской операции различные подразделения «Лейбштандарта» совершили массовые расстрелы мирных жителей и американских военнопленных. Согласно данным, собранным военной юстицией армии США, в период с 17 декабря 1944 года по 13 января 1945 года было убито около 450 военнопленных и свыше 110 мирных жителей ряда бельгийских городов. Большинство злодеяний было совершено боевой группой И. Пайпера, из которых наибольший общественный резонанс получила так называемая бойня у Мальмеди. Кроме этого, послевоенные исследователи приводят факты преступлений, совершённых подразделениями «Лейбштандарта» и не охваченных американскими органами правосудия, такие как зверское убийство 11 американских негров-артиллеристов. После войны все уцелевшие военнослужащие 1-й танковой дивизии СС задерживались американской военной полицией в рамках проводимого расследования. В результате его 74 военнослужащих, в том числе Й. Дитрих, И. Пайпер, Г. Присс, 16 мая 1946 года предстали перед военным трибуналом в Дахау. Через два месяца 44 человека (в том числе и И. Пайпер) были приговорены к смертной казни, один оправдан, остальные получили длительные сроки заключения: от 10 лет до пожизненного (как Й. Дитрих). Ни один смертный приговор не был приведён в исполнение. Позднее защита осуждённых, используя тот факт, что часть доказательств была добыта незаконным путём, добилась, в условиях начавшейся холодной войны, к 1951 году замены всех смертных приговоров пожизненным заключением. К концу 1956 года, в связи с изменением общественного мнения в США и ФРГ, все осуждённые по «делу Мальмеди» были условно-досрочно освобождены, что вызвало весьма вялые протесты со стороны американских ветеранских организаций и ряда газет левого толка.
В апреле 1945 года в осаждённом Берлине подразделения караульного батальона СС «Лейбштандарт—Берлин», оборонявшегося в районе рейхсканцелярии, участвовали в расстрелах нескольких десятков городских жителей за распространение паники, отказ в повиновении военным властям, дезертирство с призывных пунктов. Последняя экзекуция произошла 29 апреля 1945 года: солдатами «Лейбштандарта», без суда и следствия, по личному указанию фюрера, по подозрению в измене был расстрелян зять Гитлера — Г. Фегелейн.

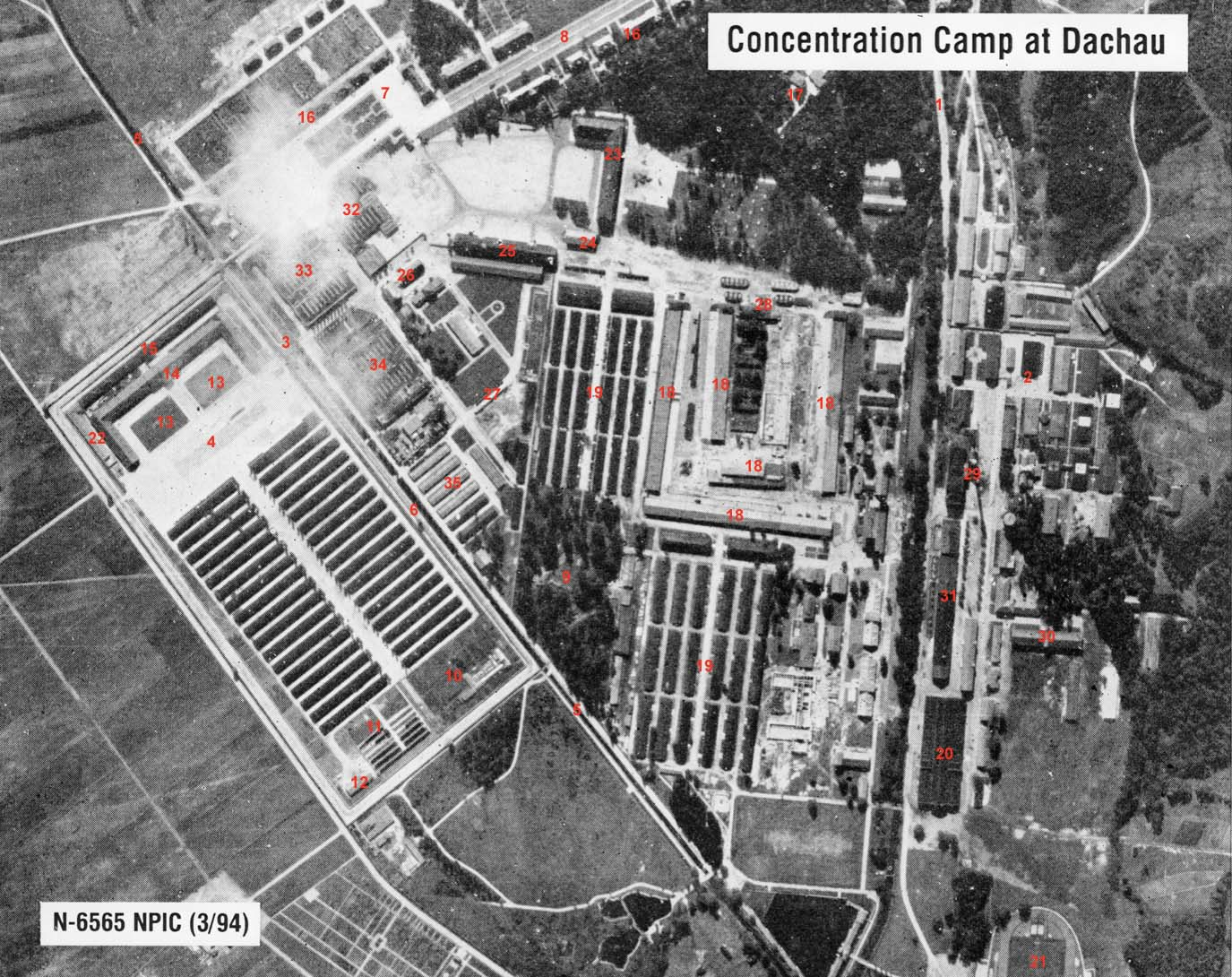
Аэрофотосъёмка бывшего концлагеря Дахау, в котором в 1945—1948 годах находились интернированные военнослужащие 1-й танковой дивизии СС «Лейбштандарт Адольф Гитлер»

В течение Второй мировой войны и по её окончании практически все выжившие военнослужащие «Лейбштандарта» оказались в плену у советских и союзных войск. Согласно указаниям, данным командованием стран антигитлеровской коалиции, все члены войск СС подлежали задержанию и направлению в фильтрационные лагеря для расследования причастности к совершению военных преступлений и преступлений против человечности. В декабре 1946 года Международный военный трибунал признал войска СС преступной организацией, однако не установил критерии подсудности и процессуальные нормы судебного преследования каждого отдельного члена СС. По оглашении этого решения все члены войск СС были лишены статуса военнопленных, признаны интернированными лицами и перемещены в специальные лагеря (члены «Лейбштандарта» находились в бывшем нацистском концлагере Дахау). Все интернированные лица были обязаны пройти процедуру денацификации, в результате которой военнослужащие войск СС были разбиты на несколько категорий. В оккупационных зонах союзников все имеющие офицерские и унтер-офицерские звания СС были признаны виновными, что влекло следующие виды наказания: исправительные работы в лагерях для интернированных, солидные денежные штрафы, различные поражения в правах. Военная администрация союзников провела несколько процессов против второстепенных военных преступников (членов «Лейбштандарта» судили на процессе по «мальмедийской бойне»), осудив ряд военнослужащих войск СС за совершение конкретных преступлений. К концу 1948 года практически все солдаты и офицеры, попавшие в плен к союзникам, оказались на свободе.
Оказавшиеся в советском плену военнослужащие войск СС до середины 1943 года не преследовались за совершение военных преступлений. 19 апреля 1943 года был принят Указ Президиума Верховного Совета СССР «О мерах наказания для немецко-фашистских злодеев, виновных в убийствах и истязаниях советского гражданского населения и пленных красноармейцев, для шпионов, изменников Родины из числа советских граждан и их пособников». Данный указ имел обратную силу и предусматривал в качестве наказания смертную казнь через повешение либо каторжные работы сроком от 15 до 20 лет. Начиная с 1944 года, органы НКВД приступили к мероприятиям по выявлению среди военнопленных лиц, лично причастных к совершению военных преступлений либо проходивших службу в воинских частях, воевавших на территории, где немецкими войсками совершались крупные разрушения, массовые казни или иные злодеяния. При этом официально действовал принцип коллективной ответственности — задача доказать личную вину обвиняемого не ставилась, достаточно было установить факт совершения преступления той частью, в которой он служил. В декабре 1946 года, согласно директиве МВД СССР «О выявлении военных преступников среди военнопленных и интернированных немцев», все участники соединений «Мёртвая голова» и «Лейбштандарта „Адольф Гитлер“», независимо от звания, а также срока и места службы, относились к категории главных военных преступников. Все военнослужащие дивизии СС «Лейбштандарт Адольф Гитлер», попавшие в советский плен, были осуждены за совершение военных преступлений к 25 годам каторжных работ. В их числе был и предпоследний командир дивизии, бригадефюрер СС и генерал-майор войск СС В. Монке. Однако в 1954—1956 годах Советский Союз провёл массовые репатриации неамнистированных военных преступников: все оставшиеся в живых осуждённые были переданы властям ФРГ.

## Члены «Лейбштандарта» в послевоенном и современном обществе
С середины 1949 года в Западной Германии началось массовое возвращение бывших членов войск СС из лагерей для интернированных лиц. В силу тяжёлого социально-экономического положения послевоенной Германии и проводимой оккупационными союзными и местными властями политики денацификации, они столкнулись с различными трудностями при вхождении в гражданское общество: невозможностью устроиться на работу, потерей жилья, отсутствием социальной поддержки со стороны государства. Для защиты прав бывших военнослужащих войск СС несколькими членами «Лейбштандарта» во главе с последним командиром дивизии О. Куммом в 1951 году была создана общественная организация «Общество взаимопомощи бывших членов войск СС» (ХИАГ) (нем. Hilfsgemeinschaft auf Gegenseitigkeit der Angehörigen der ehemaligen Waffen-SS (HIAG)). Основные функционеры и пресс-секретарь были также бывшими офицерами Лейбштандарта. Организация существовала за счёт добровольных пожертвований и спонсорской помощи некоторых промышленно-финансовых корпораций ФРГ. Заявленными целями стали поиски пропавших без вести, оказание юридической и финансовой помощи бывшим членам войск СС, позднее создание общественного мнения для реабилитации и амнистировании статуса войск СС. Обществом также выпускались периодические издания и организовывались ежегодные встречи ветеранов СС.
Стараниями ХИАГ удалось изменить отношение германского общества к бывшим военнослужащим СС. Уже в 1951 году О. Кумм добился на встрече с лидером оппозиционной социал-демократической партии Германии К. Шумахером поддержки в вопросе социального статуса ветеранов войск СС (до 1953 года, в отличие от бывших военнослужащих вермахта, солдаты войск СС не получали различные федеральные пенсии — по выслуге лет, инвалидности и другие). Многие офицеры Лейбштандарта получили должности в крупных промышленных компаниях, таких как «Porsche», «Volkswagen», «Agfa» и других. В 1953 году первый федеральный канцлер Германии К. Аденауэр признал, что «солдаты полевых формирований СС были такими же солдатами, как и все…», а с 1956 года был отменён запрет на зачисление членов СС в бундесвер. Переданные советскими властями в ФРГ как неамнистированные преступники, члены войск СС не только подлежали немедленному освобождению, но и получали компенсацию и пенсию (срок пребывания в лагерях военнопленных засчитывался за выслугу лет). К 1955 году под эгидой ХИАГ существовало 45 земельных землячеств бывших членов СС.
Большинство активных членов ХИАГ — бывших ветеранов Лейбштандарта — продолжали оставаться убеждёнными нацистами. Добившись подтверждения статуса «обычных солдат» для войск СС, они попытались отвергнуть обвинения в совершении военных преступлений, ставя под сомнение сами факты их совершения. В 1971 году, по инициативе бывших военнослужащих 1-го танкового корпуса СС, в Мариенфельсе был установлен памятник погибшим солдатам 1-й танковой дивизии СС «Лейбштандарт СС Адольф Гитлер» и 12-й танковой дивизии СС «Гитлерюгенд», а в городе Франкенвальде — памятный камень воинам Лейбштандарта. В дальнейшем деятельность ХИАГ, установившего тесные контакты с рядом правых партий и неонацистских организаций, ещё более радикализировалась, общество находилось под наблюдением Федеральной службы защиты конституции Германии, как правоэкстремистская организация. Начиная с 1960-х годов со стороны населения и СМИ нарастало неприятие деятельности ХИАГ. Под влиянием общественности федеральное объединение ХИАГ было ликвидировано в 1992 году, однако некоторые региональные организации ветеранов СС продолжают существовать. В 2004 году памятник в Мариенфельсе, в течение последних десятилетий ставший местом проведения неонацистских собраний и демонстраций, был разрушен неизвестными антифашистами. В настоящее время памятник восстановлен в частном имении известного неонациста Торстена Хейзе. Такие ветераны Лейбштандарта, как один из самых богатых людей Германии Отто Байсхайм, основавший концерн Metro Group и немецкую школу MBA; создатель Республиканской партии Франц Шёнхубер; бывший депутат бундестага Карл-Хайнц Шпилькер; идеолог современного неонацизма Херберт Швайгер, Вернер Штернебек, занимавший одну из ключевых штабных должностей в бундесвере, оказывали и оказывают влияние на жизнь современного общества.

## Униформа и особые знаки отличия
С момента создания Лейбштандарта его военнослужащие носили разработанную Карлом Дибичем стандартную эсэсовскую чёрную униформу без погон, со сдвоенными рунами «зиг» в правой петлице (в левой носились персональные знаки различия). Единственным отличием от других частей СС был белый цвет поясного ремня и портупеи.
С 1935 года чёрная форма стала парадно-выходной и была заменена повседневной землисто-серого цвета. Стиль остался неизменным, однако на кителях появились погоны, а красная нарукавная повязка со свастикой была заменена форменной нашивкой с имперским орлом. В 1937 году в качестве повседневной в Лейбштандарте была введена единая армейская униформа цвета фельдграу с тёмно-зелёным воротником. С началом военных действий в войсках СС были впервые использованы камуфлированная форма и снаряжение, позднее получившее широкое распространение среди противоборствующих сторон. С середины 1943 года 1-я танковая дивизия СС использовала уникальный камуфляж, сшитый из трофейной итальянской ткани.
Наиболее заметным знаком отличия были нарукавные манжетные ленты. Они представляли собой полосу тёмно-чёрной шерстяной ткани шириной 28 миллиметров с названием «Leibstandarte SS Adolf Hitler» рукописным шрифтом, вышитым алюминиевой нитью. Ленту полагалась носить на левом рукаве в пятнадцати сантиметрах от нижнего края. Кроме того, у военнослужащих соединения «Лейбштандарт СС Адольф Гитлер» на погонах имелись шифровки в виде вензеля из переплетённых литер «LAH».
Тактическая эмблема дивизии представляла собой изображение отмычки, заключённой в стандартный геральдический щит. Своим происхождением эмблема обязана основателю и первому командиру Лейбштандарта Й. Дитриху, чья фамилия по-немецки (нем. Dietrich) созвучна наименованию отмычки. В то же время эмблема символизировала способность соединения «подобрать ключ к любым дверям», то есть «успешно справиться с любой поставленной задачей». После награждения Дитриха Дубовыми листьями к Рыцарскому кресту щит стали обрамлять венком из дубовых листьев. Поскольку эмблемы часто наносились на боевую технику в походных условиях, они отличались от стандарта и изменялись в соответствии с формой используемой поверхности.

## Организация

Первая модель штандарта LSSAH
(внешний вид с обеих сторон)

Ниже приведено штатное расписание подразделений соединения «Лейбштандарт СС Адольф Гитлер» за всю историю существования:
За свою историю соединение переименовывалось и реформировалось:
- 17 марта 1933: Штабная стража СС «Берлин» (SS-Stabswache Berlin);
- май 1933: Специальная команда СС «Берлин» (SS-Sonderkommando Berlin);
- 03 сентябрь 1933: «Адольф Гитлер штандарт» (Adolf Hitler standarte);
- 09 ноября 1933: «Лейбштандарт СС Адольф Гитлер» (моторизованный) (Leibstandarte SS Adolf Hitler — LSSAH);
- август 1940: «Лейбштандарт» развёрнут в бригаду;
- 05 июля 1942: Моторизованная дивизия СС «Лейбштандарт СС Адольф Гитлер» (SS-Division (mot) «Leibstandarte SS Adolf Hitler»);
- 10 декабря 1942: Танково-гренадерская дивизия СС «Лейбштандарт СС Адольф Гитлер» (SS-Panzergrenadier-Division «Leibstandarte SS Adolf Hitler»);
- 22 октября 1943: 1-я танковая дивизия СС «Лейбштандарт СС Адольф Гитлер» (1. SS-Panzer-Division «Leibstandarte SS Adolf Hitler»)

### «Лейбштандарт СС Адольф Гитлер»
Моторизованный полк «Лейбштандарт СС Адольф Гитлер» (SS-Infanterie-Regiment (mot.) «Leibstandarte SS Adolf Hitler»), 1934 год
- штаб штандарта СС (Stab SS-Standarte);
- I штурмбанн (штурмовой батальон, I SS-Sturmbann);
- II штурмбанн (II SS-Sturmbann);
- III штурмбанн (III SS-Sturmbann);
- музыкальный взвод (SS-Musik-Zug);

Моторизованная бригада СС «Лейбштандарт СС Адольф Гитлер» (SS-Infanterie-Brigade (mot) «Leibstandarte SS Adolf Hitler»), 30 июня 1941 года
- штаб Лейбштандарта (Stab LSSAH);
- 1-й батальон (I. Batallion LSSAH) (1. — 5. роты);
- 2-й батальон (II. Batallion LSSAH) (6. — 10. роты) ;
- 3-й батальон (III. Batallion LSSAH) (11. — 15. роты);
- 4-й батальон (IV. Batallion LSSAH) (16. — 20. роты);
- 5-й караульный батальон (V. Wachtbatallion LSSAH) (1. — 5. роты);
- артиллерийский полк (Artillerie-Regiment LSSAH) (I. дивизион: 1. — 3. батареи по 4 10,5 cm le FH 18; II. дивизион: 5. и 6. батареи по 4 15 cm sFH 18, 4. и 7. батареи по 4 8,8 cm Flak и 3 2 cm Flak);
- батальон тяжёлого вооружения (Schweres-Batallion LSSAH);
- танковый батальон (Panzer-Abteilung LSSAH) (рота с 9 4,7 cm Pak (t) Sfl и рота с 7 StuG III);
- зенитный батальон (Flak-Abteilung LSSAH) (три роты, из них две имели по 9 3,7 cm Flak Sfl и одна — 4 Flakvierling и 4 2 cm Flak);
- разведывательный батальон (Aufklarungs-Abteilung LSSAH) (четыре роты);
- сапёрный батальон (Pionier-Abteilung LSSAH) (три роты);
- батальон связи (Nachrichten-Abteilung LSSAH) (две роты);
- медико-санитарный батальон (Sanitats-Abteilung LSSAH);
- музыкальный взвод (Musik-Zug LSSAH);

### Дивизия СС «Лейбштандарт СС Адольф Гитлер»

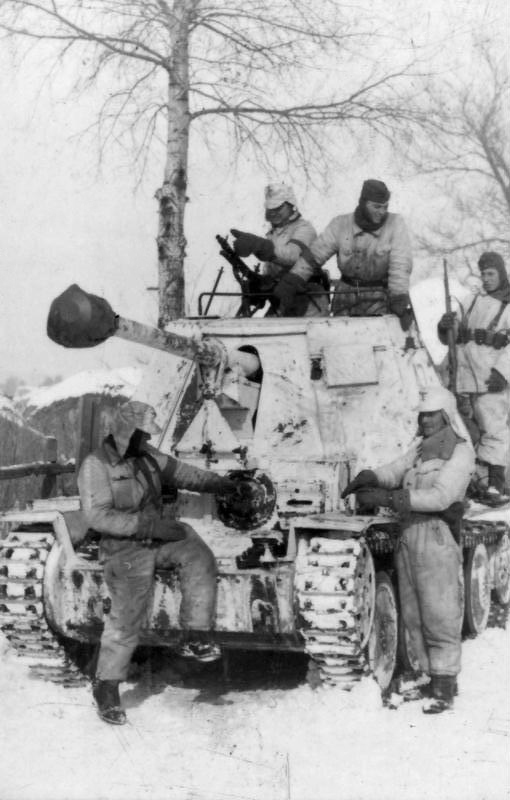
СССР, битва за Харьков. Солдаты дивизии у Marder 38(t), средней противотанковой САУ. Февраль 1943 года

Моторизованная дивизия СС «Лейбштандарт СС Адольф Гитлер» (SS-Division (mot.) «Leibstandarte SS Adolf Hitler»), 1942 год
- штаб дивизии (Divisionstab);
- штабная рота (Stabskompanie LSSAH);
- оркестр (Musikkorps LSSAH);
- 1-й моторизованный полк СС (SS-Infanterie-Regiment (mot) 1 LSSAH);
- 2-й моторизованный полк СС (SS-Infanterie-Regiment (mot) 2 LSSAH);
- 1-й танковый полк СС (SS-Panzer-Regiment 1 LSSAH);
- 1-й артиллерийский полк СС (SS-Artillerie-Regiment 1 LSSAH);
- 1-й разведывательный батальон СС (SS-Kradschützen-Bataillon 1 LSSAH);
- 1-й противотанковый артиллерийский дивизион СС (SS-JägerPanzer-Abteilung 1 LSSAH);
- 1-й дивизион штурмовых орудий СС (SS-Sturmgeschütz-Abteilung 1 LSSAH);
- 1-й зенитный артиллерийский дивизион СС (SS-Flak-Abteilung 1 LSSAH);
- 1-й сапёрный батальон СС (SS-Pioneer-Battalion 1 LSSAH);
- 1-й батальон связи СС (SS-Signals-Battalion 1 LSSAH);
- 1-й транспортный батальон СС (SS-Nachschubführer 1 LSSAH);
- 1-й медико-санитарный батальон СС (SS-Sanitats-Abteilung 1 LSSAH);
- 1-й запасной учебный батальон СС (SS-Ersatz und Ausbildungs-Regiment 1 LSSAH);

Моторизованная дивизия СС «Лейбштандарт СС Адольф Гитлер» (SS-Panzergrenadier-Division «Leibstandarte SS Adolf Hitler»), 1943 год
- штаб дивизии (Divisionstab);
- штабная рота (Stabskompanie LSSAH);
- оркестр (Musikkorps LSSAH);
- 1-й моторизованный полк СС (SS-Panzergrenadier-Regiment 1 LSSAH);
- 2-й моторизованный полк СС (SS-Panzergrenadier-Regiment 2 LSSAH);
- 1-й танковый полк СС (SS-Panzer-Regiment 1 LSSAH);
- 1-й артиллерийский полк СС (SS-Artillerie-Regiment 1 LSSAH);
- 1-й разведывательный батальон СС (SS-Kradschützen-Bataillon 1 LSSAH);
- 1-й противотанковый артиллерийский дивизион СС (SS-JägerPanzer-Abteilung 1 LSSAH);
- 1-й дивизион штурмовых орудий СС (SS-Sturmgeschütz-Abteilung 1 LSSAH);
- 1-й зенитный артиллерийский дивизион СС (SS-Flak-Abteilung 1 LSSAH);
- 1-й сапёрный батальон СС (SS-Pioneer-Battalion 1 LSSAH);
- 1-й батальон связи СС (SS-Signals-Battalion 1 LSSAH);
- 1-й транспортный батальон СС (SS-Nachschubführer 1 LSSAH);
- 1-й медико-санитарный батальон СС (SS-Sanitats-Abteilung 1 LSSAH);
- 1-й запасной учебный батальон СС (SS-Ersatz und Ausbildungs-Regiment 1 LSSAH);

 1-я танковая дивизия СС «Лейбштандарт СС Адольф Гитлер» (1. SS-Panzer-Division «Leibstandarte SS Adolf Hitler»), 1944 год 
- штаб дивизии (Divisionstab);
- штабная рота (Stabskompanie LSSAH);
- оркестр (Musikkorps LSSAH);
- 1-й моторизованный полк СС (SS-Panzergrenadier-Regiment 1 LSSAH);
- 2-й моторизованный полк СС (SS-Panzergrenadier-Regiment 2 LSSAH);
- 1-й танковый полк СС (SS-Panzer-Regiment 1 LSSAH);
- 501-й тяжёлый танковый батальон СС (Schwere Panzer-Abteilung 501);
- 1-й артиллерийский полк СС (SS-Artillerie-Regiment 1 LSSAH);
- 1-й разведывательный батальон СС (SS-Kradschützen-Bataillon 1 LSSAH);
- 1-й противотанковый артиллерийский дивизион СС (SS-JägerPanzer-Abteilung 1 LSSAH);
- 1-й дивизион штурмовых орудий СС (SS-Sturmgeschütz-Abteilung 1 LSSAH);
- 1-й реактивный артиллерийский дивизион СС (SS-Werfer-Abteilung 1 LSSAH);
- 1-й зенитный артиллерийский дивизион СС (SS-Flak-Abteilung 1 LSSAH);
- 1-й сапёрный батальон СС (SS-Pioneer-Battalion 1 LSSAH);
- 1-й батальон связи СС (SS-Signals-Battalion 1 LSSAH);
- 1-й транспортный батальон СС (SS-Nachschubführer 1 LSSAH);
- 1-й медико-санитарный батальон СС (SS-Sanitats-Abteilung 1 LSSAH);
- 1-й запасной учебный полк СС (SS-Ersatz und Ausbildungs-Regiment 1 LSSAH);
- 1-й запасной пехотный полк СС (SS-Ersatz-Grenadier-Regiment 1 LSSAH);

## Командиры
- 17 марта 1933 — 04 июля1943 группенфюрер, обергруппенфюрер СС (01.07.1934) и генерал войск СС (март 1940) Йозеф (Зепп) Дитрих
- 4 июля 1943 — 20 августа 1944 оберфюрер СС, бригадефюрер СС и генерал-майор войск СС (30.01.1944) Теодор Виш
- 20 августа 1944 — 6 февраля 1945 штандартенфюрер СС, оберфюрер СС (04.11.1944), бригадефюрер СС и генерал-майор войск СС (30.01.1945) Вильгельм Монке
- 6 февраля 1945 — 8 мая 1945 бригадефюрер СС и генерал-майор войск СС Отто Кумм

## Оценка роли «Лейбштандарта»

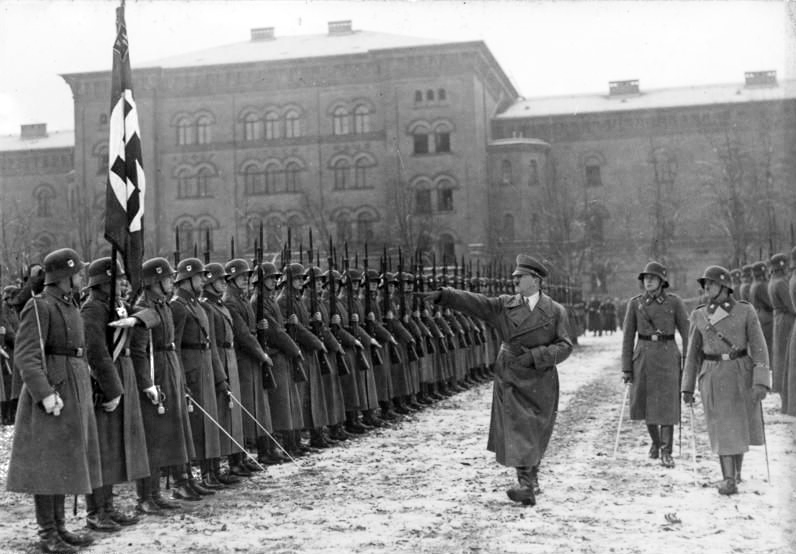
А. Гитлер перед своим Лейбштандартом. Берлин—Лихтерфельде, 1935 год

«Лейбштандарт СС Адольф Гитлер» был неразрывно связан с нацистскими партией и государством. С момента создания «Лейбштандарт СС» являлся элитной частью, которая по замыслу организаторов, должна была олицетворять мощь Третьего рейха и его идеологии. За 12 лет существования из небольшого отряда личных телохранителей формирование было развёрнуто в один из сильнейших танковых корпусов германских вооружённых сил. Из 117 военнослужащих первого состава один стал командующим армией, трое — командирами дивизий, 8 — командирами полков, 15 — командирами батальонов, 30 — командирами рот. Ещё более десяти офицеров Лейбштандарта, служивших в более поздний период, командовали различными корпусами и дивизиями СС. Благодаря участию в различных парадах и торжественных церемониях и стараниям министерства пропаганды, часть стала самым известным и престижным воинским формированием, а его первый командир Й. Дитрих — одним из национальных героев рейха. А. Гитлер поддерживал постоянную связь со своей «именной гвардией», следил за их военными результатами, установил безоговорочный приоритет в получении боевой техники и пополнении личным составом и до 1940 года ежегодно посещал казармы части для участия в праздновании Рождества. До самого конца войны военнослужащие 1-й танковой дивизии СС хранили верность своему фюреру, и даже инцидент с лишением именных нарукавных нашивок не поколебал их. Учитывая статусность Лейбштандарта, к нему были приписаны все офицеры-порученцы СС при вождях Третьего рейха (адъютанты, офицеры связи, ординарцы и другие). В различные периоды в нём проходили службу такие известные личности, как Отто Скорцени, Михаэль Виттман, Рудольф фон Риббентроп.
До тех пор, пока я буду иметь честь возглавлять авангард этой битвы, вам будет оказана честь быть этим авангардом.(из речи А. Гитлера перед офицерами Лейбштандарта СС 23 декабря 1939 года)
Лейбштандарту постоянно ставили специальные военные задачи, задействуя его на важнейших участках фронта. Эта часть несла очень высокие потери, которые можно объяснить как недостаточным военным обучением, слепым фанатизмом и пренебрежением к смерти, так и особой стойкостью. Предметом особой гордости части было достижение поставленной задачи вне зависимости от понесённых потерь. При этом именно войска СС, и Лейбштандарт СС в частности, привнесли в боевые действия беспримерную жестокость и пренебрежение к любым нормам гуманитарного права. Дивизия СС «Лейбштандарт СС Адольф Гитлер», наряду с другими соединениями войск СС, сочетала воинскую доблесть на поле боя со зверствами по отношению к военнопленным и гражданскому населению. Эта взаимосвязь была обусловлена исключительно идеологической мотивацией войск СС. По мнению некоторых исследователей, военнослужащие знали о реализуемой расовой политике рейха, о существовании концентрационных лагерей. Рейхсфюрер СС Г. Гиммлер как минимум дважды публично обращался к офицерам дивизии с призывом к массовому уничтожению населения оккупированных территорий: в Польше (1940 год) и в Харькове (1943 год). Большинство исследователей, признавая воинские заслуги, не только отказывают солдатам войск СС в статусе «таких же солдат, как любые другие», но и считают необходимым заострять внимание на порочности целей и методов их достижения. Лейбштандарт никогда не был исключительно военной силой, являясь вместе с тем одним из самых известных представителей организации, реализующей политику геноцида.

### Координаты
1. ↑  Село Осипенко:46°54′54″ с. ш. 36°49′26″ в. д.HGЯO

### Комментарии
1. ↑  Прямой перевод: «Личный штандарт СС Адольфа Гитлера».
2. ↑  Командующий 18-й армией А. К. Смирнов отказался эвакуироваться самолетом и погиб.

### Сноски
1. ↑  Тим Рипли. Элитные войска Третьего рейха. — М.: Центрполиграф, 2010. — С. 7.
2. ↑  Н. Уорвал. Войска СС: История и факты. — 2010. — С. 227.
3. ↑  К. Залесский. Железный крест. Самая известная военная награда Второй мировой войны. — М.: Яуза-Пресс, 2007. — С. 39—48.
4. 1 2  Горцка Г., Штанг К. Истребительная война на Востоке. Преступления вермахта в СССР 1941—1944. — М.: АИРО, 2005. — С. 62—64.
5. 1 2  Н. Уорвал. Войска СС: История и факты. — 2010. — С. 280.
6. ↑  Чарльз Мессенджер. Гладиатор Гитлера. — Харьков: Книжный клуб «Клуб семейного досуга», 2010. — С. 75.
7. ↑  Залесский К. А. Командиры «Лейбштандарта». — 2007. — С. 28—29.
8. ↑  Н. Уорвал. Войска СС: История и факты. — 2010. — С. 35.
9. ↑  М. Галло. Ночь длинных ножей. Борьба за власть партийных элит Третьего рейха. 1932—1934. — М.: Центрполиграф, 2007. — С. 176, 236—237.
10. ↑  Залесский К. А. Командиры «Лейбштандарта». — 2007. — С. 90.
11. ↑  Н. Уорвал. Войска СС: История и факты. — 2010. — С. 25.
12. ↑  Н. Уорвал. Войска СС: История и факты. — 2010. — С. 48—50.
13. 1 2  Г. Уильямсон. СС — инструмент террора. — 1999. — С. 67—70.
14. ↑  Чарльз Мессенджер. Гладиатор Гитлера». — Харьков: Книжный клуб «Клуб семейного досуга», 2010. — С. 78—79.
15. ↑  Залесский К. А. Командиры «Лейбштандарта». — 2007. — С. 37—38.
16. ↑  Б. Мюллер-Гиллебранд. Сухопутная армия Германии, 1939—1945 гг. — 2002. — С. 506.
17. 1 2  Чарльз Мессенджер. Гладиатор Гитлера. — Харьков.
18. 1 2  Залесский К. А. Командиры «Лейбштандарта». — 2007. — С. 40—43.
19. ↑  Б. Мюллер-Гиллебранд. Сухопутная армия Германии, 1939—1945 гг. — 2002. — С. 779.
20. ↑  Залесский К. А. Командиры «Лейбштандарта». — 2007. — С. 44.
21. ↑  Г. Уильямсон. СС — инструмент террора. — 1999. — С. 99.
22. ↑  Н. Уорвал. Войска СС: История и факты. — 2010. — С. 128—129.
23. ↑  Б. Лиддел Гарт. Вторая мировая война. — М.: АСТ, 1999. — С. 108.
24. ↑  Ф. Меллентин. Танковые сражения. — Санкт-Петербург: Полигон, 1998. — С. 42.
25. ↑  Тим Рипли. Элитные войска Третьего рейха. — М.: Центрполиграф, 2010. — С. 46.
26. ↑  Чарльз Мессенджер. Гладиатор Гитлера. — Харьков: Книжный клуб «Клуб семейного досуга», 2010. — С. 119—121.
27. ↑  Залесский К. А. Командиры «Лейбштандарта». — 2007. — С. 52.
28. ↑  Г. Уильямсон. СС — инструмент террора. — 1999. — С. 112—113.
29. ↑  Н. Уорвал. Войска СС: История и факты. — 2010. — С. 153.
30. ↑  Исаев, 2004, Гл. 2.
31. ↑  Абашидзе Теймураз, Мощанский Илья. Трагедия под Уманью. — М.: БТВ, 2003. — С. 33—37. — (Военная летопись, № 2).
32. 1 2  Залесский К. А. Командиры «Лейбштандарта». — 2007. — С. 56.
33. ↑  Манштейн Э. Утерянные победы. — Ростов-на-Дону: Феникс, 1999. — С. 223—225, 229. — ISBN 5-222-00609-3.
34. ↑  Erickson, 2003, с. 255—256.
35. ↑  Исаев, 2005, с. 290—292.
36. ↑  Исаев, 2004, Гл. 9.
37. 1 2  Сэмюел Митчем. Фельдмаршалы Гитлера и их битвы. — Смоленск: Русич, 1998. — С. 133—134. — ISBN 5-88590-866-4.
38. ↑  Исаев, 2005, с. 377—381.
39. ↑  Н. Уорвал. Войска СС: История и факты. — 2010. — С. 173—175.
40. ↑  Чарльз Мессенджер. Гладиатор Гитлера. — Харьков: Книжный клуб «Клуб семейного досуга», 2010. — С. 141—142, 144.
41. ↑  Б. Лиддел Гарт. Вторая мировая война. — М.: АСТ, 1999. — С. 140—141.
42. ↑  Н. Уорвал. Войска СС: История и факты. — 2010. — С. 225—226.
43. ↑  Залесский К. А. Командиры «Лейбштандарта». — 2007. — С. 60—61.
44. ↑  Н. Уорвал. Войска СС: История и факты. — 2010. — С. 230.
45. ↑  Исаев, 2007, Часть 3.
46. ↑  А. Исаев. Битва за Харьков. Февраль — март 1943. — М.: Стратегия-КМ, 2004. — С. 23—24, 26—34, 40. — (Фронтовая иллюстрация, № 6).
47. ↑  Э. Манштейн. Утерянные победы. — Ростов: Феникс, 1999. — С. 469, 475—476.
48. ↑  И. Мощанский. Роковой город. Харьковская оборонительная операция 4—25 марта 1943 года. — М.: БТВ-книга, 2009. — С. 15, 26—27. — (Военная Летопись, № 3).
49. ↑  А. Исаев. Битва за Харьков. Февраль — март 1943. — М.: Стратегия-КМ, 2004. — С. 58—60. — (Фронтовая иллюстрация, № 6).
50. ↑  И. Мощанский. Роковой город. Харьковская оборонительная операция 4—25 марта 1943 года. — М.: БТВ-книга, 2009. — С. 34, 45—47. — (Военная Летопись, № 3).
51. ↑  Б. Соколов. Красная Армия против войск СС. — М.: Яуза—ЭКСМО, 2008. — С. 120.
52. ↑  Залесский К. А. Командиры «Лейбштандарта». — 2007. — С. 105.
53. ↑  А. Исаев. Битва за Харьков. Февраль — март 1943. — М.: Стратегия-КМ, 2004. — С. 13, 73. — (Фронтовая иллюстрация, № 6).
54. ↑  Чарльз Мессенджер. Гладиатор Гитлера». — Харьков: Книжный клуб «Клуб семейного досуга», 2010. — С. 151.
55. 1 2  Герман Нидермайер; Йорн Вальтерс. Дивизия СС «Лейбштандарт Адольф Гитлер». Мемуары фронтовиков. — М.: Яуза-Пресс, 2009. — С. 178—180.
56. ↑  Замулин, 2007, Глава 1.
57. ↑  Замулин, 2007, Таблица 1.
58. ↑  Стивен Ньютон. Курская битва. Немецкий взгляд. — М.: Яуза—ЭКСМО, 2006. — С. 492.
59. ↑  Залесский К. А. Командиры «Лейбштандарта». — 2007. — С. 106—107.
60. ↑  Замулин, 2007, Глава 4.
61. ↑  Замулин, 2008, Глава 1.
62. ↑  Замулин, 2008, Таблица 7.
63. 1 2  Замулин, 2008, Таблица 5.
64. 1 2 3  Замулин, 2008, Глава 2.
65. ↑  Залесский К. А. Командиры «Лейбштандарта». — 2007. — С. 110.
66. ↑  Т. Миллер. Агония 1-го танкового корпуса СС. — 2009. — С. 21.
67. ↑  Р. Батлер. История первой дивизии СС «Лейбштандарт». — 2006. — С. 108.
68. 1 2  Н. Уорвал. Войска СС: История и факты. — 2010. — С. 243—244.
69. 1 2  Жуков, 2015, Том 2. Глава 18.
70. ↑  Ф. Меллентин. Танковые сражения. — Санкт-Петербург: Полигон, 1998. — С. 314.
71. ↑  И. Мощанский. Разгром под Черкассами. — М.: БТВ, 2005. — С. 18—19. — (Военная летопись, № 7).
72. ↑  Р. Батлер. История первой дивизии СС «Лейбштандарт». — 2006. — С. 114—115.
73. ↑  И. Мощанский. Освобождение Правобережной Украины. — М.: Вече, 2011. — С. 83—86.
74. ↑  И. Мощанский. Освобождение Правобережной Украины. — М.: Вече, 2011. — С. 196, 299.
75. ↑  Москаленко, 1973, Глава 9.
76. ↑  И. Мощанский. Освобождение Правобережной Украины. — М.: Вече, 2011. — С. 205—207.
77. 1 2  Р. Батлер. История первой дивизии СС «Лейбштандарт». — 2006. — С. 116—117.
78. ↑  Jentz Thomas. Panzertruppen The Complete Guide to the Creation & Combat Employment of Germany's Tank Force. 1943—1945. — Atglen, United States of America: Schiffer Publishing Ltd, 1996. — P. 117.
79. 1 2  Т. Миллер. Агония 1-го танкового корпуса СС. — 2009. — С. 22—23.
80. 1 2 3  Залесский К. А. Командиры «Лейбштандарта». — 2007. — С. 119—120.
81. ↑  Хэнсон Болдуин. Сражения выигранные и проигранные. — М.: Центрполиграф, 2001. — С. 324.
82. ↑  Б. Лиддел Гарт. Вторая мировая война. — М.: АСТ, 1999. — С. 584—585.
83. ↑  Б. Л. Монтгомери. Мемуары фельдмаршала Монтгомери виконта Аламейнского. — М.: Эксмо, 2004. — С. 256—259.
84. 1 2  Р. Батлер. История первой дивизии СС «Лейбштандарт». — 2006. — С. 125.
85. ↑  Сэмюел Митчем. Фельдмаршалы Гитлера и их битвы. — Смоленск: Русич, 1998. — С. 423—425.
86. ↑  Н. Уорвал. Войска СС: История и факты. — 2010. — С. 258—259.
87. ↑  Г. Уильямсон. СС — инструмент террора. — 1999. — С. 296—297.
88. ↑  Залесский К. А. Командиры «Лейбштандарта». — 2007. — С. 120—121.
89. ↑  Б. Лиддел Гарт. Вторая мировая война. — М.: АСТ, 1999. — С. 593—595.
90. ↑  Т. Миллер. Агония 1-го танкового корпуса СС. — 2009. — С. 52—53.
91. ↑  К. Типпельскирх. История Второй мировой войны. — Санкт-Петербург: Полигон, 1998. — С. 668.
92. ↑  Р. Батлер. История первой дивизии СС «Лейбштандарт». — 2006. — С. 132.
93. ↑  Т. Миллер. Агония 1-го танкового корпуса СС. — 2009. — С. 77—78.
94. ↑  Т. Миллер. Агония 1-го танкового корпуса СС. — 2009. — С. 83.
95. ↑  Т. Миллер. Агония 1-го танкового корпуса СС. — 2009. — С. 88.
96. ↑  А. С. Киселев. Операция «Осенний туман»/Сражение в Арденнах. — М.: БТВ-МН, 2004. — С. 28.
97. ↑  Н. Уорвал. Войска СС: История и факты. — 2010. — С. 266—267.
98. ↑  Р. Батлер. История первой дивизии СС «Лейбштандарт». — 2006. — С. 145—146.
99. ↑  Т. Миллер. Агония 1-го танкового корпуса СС. — 2009. — С. 180.
100. ↑  А. С. Киселев. Операция «Осенний туман»/Сражение в Арденнах. — М.: БТВ-МН, 2004. — С. 53—54.
101. ↑  Н. Уорвал. Войска СС: История и факты. — 2010. — С. 271.
102. ↑  Т. Миллер. Агония 1-го танкового корпуса СС. — 2009. — С. 77.
103. ↑  Т. Миллер. Агония 1-го танкового корпуса СС. — 2009. — С. 239—240.
104. ↑  Б. В. Соколов. Красная Армия против войск СС. — М.: Яуза—ЭКСМО, 2008. — С. 362—363, 383.
105. 1 2  Н. Уорвал. Войска СС: История и факты. — 2010. — С. 273—276.
106. ↑  Т. Миллер. Агония 1-го танкового корпуса СС. — 2009. — С. 263—265.
107. ↑  Штеменко, 1989, Книга 2 Глава 7.
108. ↑  Исаев Алексей; Коломиец Максим. Разгром 6-й танковой армии СС. Могила Панцерваффе. — М.: Яуза—ЭКСМО, 2009. — С. 106, 111.
109. ↑  Т. Миллер. Агония 1-го танкового корпуса СС. — 2009. — С. 283.
110. ↑  Т. Миллер. Агония 1-го танкового корпуса СС. — 2009. — С. 288—292.
111. ↑  Исаев Алексей; Коломиец Максим. Разгром 6-й танковой армии СС. Могила Панцерваффе. — М.: Яуза—ЭКСМО, 2009. — С. 143—146, 152.
112. ↑  Т. Миллер. Агония 1-го танкового корпуса СС. — 2009. — С. 308.
113. ↑  Исаев Алексей; Коломиец Максим. Разгром 6-й танковой армии СС. Могила Панцерваффе. — М.: Яуза—ЭКСМО, 2009. — С. 156.
114. ↑  Б. В. Соколов. Красная Армия против войск СС. — М.: Яуза—ЭКСМО, 2008. — С. 416—418.
115. ↑  Т. Миллер. Агония 1-го танкового корпуса СС. — 2009. — С. 327—328.
116. ↑  Т. Миллер. Агония 1-го танкового корпуса СС. — 2009. — С. 331—334.
117. ↑  Т. Миллер. Агония 1-го танкового корпуса СС. — 2009. — С. 345.
118. ↑  Т. Миллер. Агония 1-го танкового корпуса СС. — 2009. — С. 351.
119. ↑  Т. Миллер. Агония 1-го танкового корпуса СС. — 2009. — С. 364.
120. ↑  Н. Уорвал. Войска СС: История и факты. — 2010. — С. 285.
121. ↑  Звездный час сержанта Легкошкура. Родина (24 июня 2023). Дата обращения: 3 мая 2025.
122. ↑  Залесский К. А. Командиры «Лейбштандарта». — 2007. — С. 40.
123. ↑  Герман Нидермайер; Йорн Вальтерс. Дивизия СС «Лейбштандарт Адольф Гитлер». Мемуары фронтовиков. — М.: Яуза-Пресс, 2009. — С. 38, 44.
124. ↑  Залесский К. А. Командиры «Лейбштандарта». — 2007. — С. 142—144.
125. ↑  В. Н. Шунков. Солдаты разрушения. (Организация, подготовка, вооружение и униформа ваффен СС). — М.: АСТ, 2003. — С. 81—84.
126. ↑  Т. Миллер. Агония 1-го танкового корпуса СС. — 2009. — С. 9.
127. ↑  Г. Уильямсон. СС — инструмент террора. — 1999. — С. 184—185.
128. ↑  В. Н. Шунков. Солдаты разрушения. (Организация, подготовка, вооружение и униформа ваффен СС). — М.: АСТ, 2003. — С. 90—94.
129. ↑  Г. Гудериан. Танки — вперёд. — Нижний Новгород: «Времена» ГИПП «Нижполиграф», 1996. — С. 26—30.
130. 1 2  А. В. Исаев. Инструмент блицкрига. Дата обращения: 30 апреля 2011. Архивировано 24 февраля 2021 года.
131. ↑  Н. Уорвал. Войска СС: История и факты. — 2010. — С. 101.
132. 1 2  Н. Уорвал. Войска СС: История и факты. — 2010. — С. 85.
133. ↑  Сборник. Армейская серия № 12. Войска СС. — Рига: Торнадо, 1997. — С. 6.
134. ↑  Харт С., Харт Р. Вооружение и тактика войск СС. — М.: Эксмо, 2006. — С. 117, 153.
135. 1 2  Сборник. Армейская серия № 36. Моторизованная пехота вермахта Часть 1. — Рига: Торнадо, 1998. — С. 12—13.
136. ↑  Залесский К. А. Командиры «Лейбштандарта». — 2007. — С. 229—231.
137. ↑  Залесский К. А. Командиры «Лейбштандарта». — 2007. — С. 240—248.
138. ↑  Сборник. Армейская серия № 36. Моторизованная пехота вермахта Часть 1. — Рига: Торнадо, 1998. — С. 4.
139. ↑  Харт С., Харт Р. Вооружение и тактика войск СС. — М.: Эксмо, 2006. — С. 46, 119—120, 140, 155, 163, 175.
140. ↑  А. И. Лизюков. Что надо знать воину Красной Армии о боевых приёмах немцев. Дата обращения: 30 апреля 2011. Архивировано 20 октября 2011 года.
141. ↑  Альманах «Новый Солдат» № 66. Борьба с танками. Тактика пехоты во второй мировой войне. — Артёмовск: Солдат, 2002. — С. 28.
142. ↑  Альманах «Новый Солдат» № 66. Борьба с танками. Тактика пехоты во второй мировой войне. — Артёмовск: Солдат, 2002. — С. 35.
143. ↑  Харт С., Харт Р. Вооружение и тактика войск СС. — М.: Эксмо, 2006. — С. 25, 35, 39—40, 46, 70, 130, 170.
144. ↑  Ю. Ю. Ненахов. Чудо-оружие Третьего рейха. — Минск: Харвест, 1999. — С. 138.
145. ↑  Залесский К. А. Командиры «Лейбштандарта». — 2007. — С. 83.
146. 1 2  Чарльз Мессенджер. Гладиатор Гитлера. — Харьков: Книжный клуб «Клуб семейного досуга», 2010. — С. 152—153.
147. ↑  Чарльз Мессенджер. Гладиатор Гитлера. — Харьков: Книжный клуб «Клуб семейного досуга», 2010. — С. 115.
148. 1 2  Залесский К. А. Командиры «Лейбштандарта». — 2007. — С. 145—146.
149. ↑  Гальдер, 2010, 30 марта 1941 года (воскресенье).
150. ↑  Горцка Г., Штанг К. Истребительная война на Востоке. Преступления вермахта в СССР 1941—1944. — М.: АИРО, 2005. — С. 26.
151. ↑  Ветте Вольфрам. Война на уничтожение: вермахт и холокост. Дата обращения: 30 апреля 2011. Архивировано 9 октября 2006 года.
152. ↑  Тим Рипли. Элитные войска Третьего рейха. — М.: Центрполиграф, 2010. — С. 46—47.
153. ↑  Дюков, 2007, Война по-нацистски.
154. ↑  Чарльз Мессенджер. Гладиатор Гитлера. — Харьков: Книжный клуб «Клуб семейного досуга», 2010. — С. 131—132.
155. ↑  Н. Уорвал. Войска СС: История и факты. — 2010. — С. 172.
156. ↑  Andrej Angrick. Die Einsatzgruppe D in der südlichen Sowjetunion 1941—1943. — Hamburg: Hamburger Edition, 2003. — P. 315—318.
157. ↑  Nazife Öztürk. Der Historikerstreit um die Rosenstraße. — Frankfurt am Main: GRIN Verlag, 2007. — P. 31—34.
158. ↑  Харківщина у роки Великої Вітчизняної війни: документи і матеріали / Сборник. Укладач — О. В. Дьякова. — Харків: САГА, 2010. — С. 118.
159. ↑  А. В. Скоробогатов. Харків у часи німецької окупації (1941—1943). — Харків: Прапор, 2006. — С. 79—81.
160. ↑  Н. Уорвал. Войска СС: История и факты. — 2010. — С. 313—314.
161. ↑  Чарльз Мессенджер. Гладиатор Гитлера. — Харьков: Книжный клуб «Клуб семейного досуга», 2010. — С. 251.
162. ↑  Ray Moseley. Mussolini : The Last 600 Days of Il Duce. — Taylor Trade Publishing, 2004. — P. 42.
163. ↑  Залесский К. А. Командиры «Лейбштандарта». — 2007. — С. 235.
164. ↑  Т. Миллер. Агония 1-го танкового корпуса СС. — 2009. — С. 49—50.
165. ↑  Чарльз Мессенджер. Гладиатор Гитлера. — Харьков: Книжный клуб «Клуб семейного досуга», 2010. — С. 236—237.
166. ↑  Т. Миллер. Агония 1-го танкового корпуса СС. — 2009. — С. 93.
167. ↑  Чарльз Мессенджер. Гладиатор Гитлера. — Харьков: Книжный клуб «Клуб семейного досуга», 2010. — С. 245.
168. ↑  Чарльз Мессенджер. Гладиатор Гитлера. — Харьков: Книжный клуб «Клуб семейного досуга», 2010. — С. 256—260, 269—270.
169. 1 2  Н. Уорвал. Войска СС: История и факты. — 2010. — С. 320.
170. 1 2  Р. Батлер. История первой дивизии СС «Лейбштандарт». — 2006. — С. 159.
171. ↑  Т. Миллер. Агония 1-го танкового корпуса СС. — 2009. — С. 387—388.
172. ↑  Горцка Г., Штанг К. Истребительная война на Востоке. Преступления вермахта в СССР 1941—1944. — М.: АИРО, 2005. — С. 59—60.
173. ↑  Горцка Г., Штанг К. Истребительная война на Востоке. Преступления вермахта в СССР 1941—1944. — М.: АИРО, 2005. — С. 66.
174. ↑  Ю. Г. Веремеев. Долгий русский плен. Дата обращения: 30 апреля 2011. Архивировано 7 августа 2011 года.
175. ↑  Т. Миллер. Агония 1-го танкового корпуса СС. — 2009. — С. 389.
176. ↑  Залесский К. А. Командиры «Лейбштандарта». — 2007. — С. 176—177.
177. ↑  Н. Уорвал. Войска СС: История и факты. — 2010. — С. 281—283.
178. ↑  Залесский К. А. Командиры «Лейбштандарта». — 2007. — С. 176.
179. ↑  Залесский К. А. Командиры «Лейбштандарта». — 2007. — С. 257.
180. ↑  Н. Уорвал. Войска СС: История и факты. — 2010. — С. 285—286.
181. ↑  Н. Уорвал. Войска СС: История и факты. — 2010. — С. 283—285.
182. ↑  German War Memorials. The Third Reich in Ruins. Дата обращения: 30 апреля 2011. Архивировано 2 сентября 2011 года.
183. ↑  Чарльз Мессенджер. Гладиатор Гитлера. — Харьков: Книжный клуб «Клуб семейного досуга», 2010. — С. 273.
184. ↑  В ФРГ разрушен монумент в память о погибших эсэсовцах. Newsinfo.ru. Дата обращения: 30 апреля 2011. Архивировано 4 марта 2016 года.
185. ↑  Йорг Зундермайєр: «Німецькі ЗМІ — найкращі захисники власної свободи слова». Телекритика. Дата обращения: 3 апреля 2011. Архивировано 1 сентября 2014 года.
186. ↑  Коричневый гламур Metro Cash & Carry. Pravda.ru. Дата обращения: 30 апреля 2011. Архивировано 11 января 2012 года.
187. ↑  Т. Миллер. Агония 1-го танкового корпуса СС. — 2009. — С. 287.
188. ↑  Т. Миллер. Агония 1-го танкового корпуса СС. — 2009. — С. 392—393.
189. ↑  В. Н. Шунков. Солдаты разрушения. (Организация, подготовка, вооружение и униформа ваффен СС). — М.: АСТ, 2003. — С. 247—248, 259.
190. ↑  В. Н. Шунков. Солдаты разрушения. (Организация, подготовка, вооружение и униформа ваффен СС). — М.: АСТ, 2003. — С. 269, 273.
191. ↑  В. Н. Шунков. Солдаты разрушения. (Организация, подготовка, вооружение и униформа ваффен СС). — М.: АСТ, 2003. — С. 282, 289.
192. ↑  Чарльз Мессенджер. Гладиатор Гитлера. — Харьков: Книжный клуб «Клуб семейного досуга», 2010. — С. 154—158.
193. ↑  Залесский К. А. Командиры «Лейбштандарта». — 2007. — С. 34—35, 49—51, 60—64, 112—115, 171—174.
194. 1 2  1. SS-Panzer-Division Leibstandarte SS Adolf Hitler. Axis History Factbook. Дата обращения: 30 апреля 2011. Архивировано 5 августа 2011 года.
195. ↑  Залесский К. А. Командиры «Лейбштандарта». — 2007. — С. 3.
196. 1 2  Т. Миллер. Агония 1-го танкового корпуса СС. — 2009. — С. 5—6.
197. ↑  Чарльз Мессенджер. Гладиатор Гитлера. — Харьков: Книжный клуб «Клуб семейного досуга», 2010. — С. 150.
198. ↑  Т. Миллер. Агония 1-го танкового корпуса СС. — 2009. — С. 5—6, 342—343.
199. ↑  Н. Уорвал. Войска СС: История и факты. — 2010. — С. 123.
200. ↑  Н. Уорвал. Войска СС: История и факты. — 2010. — С. 4—5.
201. ↑  Харт С., Харт Р. Вооружение и тактика войск СС. — М.: Эксмо, 2006. — С. 6.
202. ↑  Т. Миллер. Агония 1-го танкового корпуса СС. — 2009. — С. 8.
203. ↑  Г. Уильямсон. СС — инструмент террора. — 1999. — С. 368—369.
204. ↑  А. В. Скоробогатов. Харків у часи німецької окупації (1941—1943). — Харків: Прапор, 2006. — С. 10.
205. ↑  Харт С., Харт Р. Вооружение и тактика войск СС. — М.: Эксмо, 2006. — С. 6, 10.
206. ↑  Т. Миллер. Агония 1-го танкового корпуса СС. — 2009. — С. 393.
207. ↑  Г. Уильямсон. СС — инструмент террора. — 1999. — С. 396—397.

## Архивы
- «Deutsche Dienststelle für die Benachrichtigung der nächsten Angehörigen von Gefallenen der ehemaligen deutschen Wehrmacht» (WASt), Eichborndamm 179, 13403 Berlin

## Аудиофайлы
- Марш-гимн дивизии. Историческая запись, 1930-е гг.